# سليمان القانوني
سليمان خان الأول بن سليم خان الأول (بالتركية العثمانية: سلطان سليمان اول)؛ (بالتركية: Sultan Süleyman-ı Evvel) (ميلاد: 6 نوفمبر 1494 بطرابزون، وفاة: 7 سبتمبر 1566 بسيكتوار)، عاشر السلاطين العثمانيين وخليفة المسلمين الخامس والسبعون، وثاني من حمل لقب «أمير المؤمنين» من آل عثمان. بلغت الدولة العثمانية في عهده أقصى اتساع لها حتى أصبحت أقوى دولة في العالم في ذلك الوقت. وصاحب أطول فترة حكم من 6 نوفمبر 1520م حتى وفاته في 7 سبتمبر سنة 1566م  خلفاً لأبيه السلطان سليم خان الأول وخلفه ابنه السلطان سليم الثاني. عُرف عند الغرب باسم سليمان العظيم (The Great Suleyman) وفي الشرق باسم سليمان القانوني (بالتركية العثمانية: قانونى سلطان سليمان؛ بالتركية: Kanunî Sultan Süleyman) لما قام به من إصلاح في النظام القضائي العثماني. أصبح سليمان حاكمًا بارزًا في أوروبا في القرن السادس عشر، يتزعم قمة سلطة الدولة الإسلامية العسكرية والسياسية والاقتصادية. قاد سليمان الجيوش العثمانية لغزو المعاقل والحصون المسيحية في بلغراد ورودوس وأغلب أراضي مملكة المجر قبل أن يتوقف في حصار فيينا في 1529م. ضم أغلب مناطق الشرق الأوسط في صراعه مع الصفويين ومناطق شاسعة من شمال أفريقيا حتى الجزائر. تحت حكمه، سيطرت الأساطيل العثمانية على بحار المنطقة من البحر الأبيض المتوسط إلى البحر الأحمر حتى الخليج.
في خضم توسيع الإمبراطورية، أدخل سليمان إصلاحات قضائية تهم المجتمع والتعليم والجباية والقانون الجنائي. حدد قانونه شكل الإمبراطورية لقرون عدة بعد وفاته. لم يكن سليمان شاعراً وصائغاً فقط بل أصبح أيضاً راعياً كبيراً للثقافة ومشرفاً على تطور الفنون والأدب والعمارة في العصر الذهبي للإمبراطورية العثمانية. تكلم الخليفة أربع لغات: العربية والفارسية والصربية والجغائية (لغة من مجموعة اللغات التركية مرتبطة بالأوزبكية والأويغورية). يعتبر بعض المؤرخين هذا السلطان أحد أعظم الملوك لأن نطاق حكمه ضم الكثير من عواصم الحضارات الأخرى كأثينا وصوفيا وبغداد ودمشق وإسطنبول وبودابست وبلغراد والقاهرة وبوخارست وتبريز والجزائر وغيرها.

## نسبه
سليمان الأول بن سليم الأول بن بايزيد الثاني بن محمد الفاتح بن مراد الثاني بن محمد الأول بن بايزيد الأول بن مراد الأول بن أورخان غازي بن عثمان بن أرطغرل.

## اللقب الكامل
| سليمان القانوني | صاحب الجلالة الإمبراطورية السلطان سليمان الأول، حاكم بيت عثمان، سلطان السلاطين، خان الخانات، أمير المؤمنين وخليفة رسول الله في الأرض حامي المدن المقدسة الثلاث مكة والمدينة والقدس، إمبراطور المدن الثلاث القسطنطينية وأندرينوبول وبورصة ودمشق والقاهرة وأرمينيا كلها والمغريس وبركة والقيروان وحلب وعراق العرب والعجم والبصرة والأحساء وديلان والرقة والموصل وبارثية وديار بكر وقيليقية وولاية أرضروم وسيواس وأضنة وقرمان ووان وأرض البربر والحبشة وتونس وطرابلس وقبرص ورودس وكنـْدية وولاية موريا وبحر مرمرة والبحر الأسود وشواطئه وأناطوايا وروميليا وبغداد وكردستان واليونان وتركستان وتاتاريا وسيركاسيا ومنطقتي كاباردا وجورجيا وسهل كبشاك وكل بلاد التتر وكيفة والبلاد المجاورة لها والبوسنة وتوابعها ومدينة وقلعة بلغراد وولاية صربيا وقلاعها ومدنها وحصونها وكل ألبانيا وإفلاق وبلاد بغدان كما توابعها وحدودها، وعدة مدن وبلدان أخرى. | سليمان القانوني |

## أصل اللقب «القانوني»
يوجد بعض من الآراء حول إعطاء لقب القانوني للسلطان سليمان القانوني، حيث يرى البعض أن ذلك مرتبط بمجموعة القوانين التي وضعت في عهد السلطان سليمان القانوني، والتي بلغت مجموعها مائتي قانون تقريبا. هناك من يقول أن السبب في إطلاق لقب «القانوني» لقيام السلطان سليمان الأول بنبذ قوانين الشريعة وإحلاله القوانين التي وضعت محلها. وهناك من يقول أن هذا هو السبب في أن بعض كبار علماء الإسلام لهم موقف سلبي من السلطان سليمان، بخلاف موقفهم من السلاطين الآخرين.
يوجد عدة آراء حول إطلاق لقب «القانوني»:
1. ان السبب الأول والأهم لإطلاق لقب «القانوني» على السلطان سليمان يعود إلى قيامه بتدوين القوانين التي وضعت في عهد السلطان محمد الفاتح وفي عهد بايزيد الثاني وفي عهد السلطان سليم، هذه القوانين التي وضعت من قبل السلاطين نتيجة قيامهم باستعمال ما خولته الشريعة الإسلامية لأولي الأمر من صلاحية محدودة في وضع القوانين وسنّها. ومع أن السلطان هذه القوانين كانت مدونة في السابق، إلا أن السلطان سليمان كان أفضل من قام بتحريرها.
2. حصل انطباع عند بعض كبار العلماء المسلمين من أن السلطان سليمان جلب بعض القوانين من أوروبا، وأن هذا اللقب يعود إلى وضعه بإرادته بعض القوانين الأوروبية المخالفة لقوانين الشريعة الإسلامية، ويجب أن نذكر بأن هذه القوانين التي تزيد عن مائتي قانون تقريبا ليست كلّ القوانين العثمانية، بل ربما لا تشكل سوى 10% منها، أما 90% من القوانين التي كانت تشكل هيكل النظام القانوني في الدولة العثمانية فكانت من القوانين الشرعية الموجودة في كتب الفقه وكتب أحكام الشريعة الإسلامية، وكان هذا هو الوضع في عهد السلطان سليمان القانوني أيضا.
3. قيامه بتطبيق القوانين على الجميع بكل عدل ودون أي تمييز، والمادة الآتية الموجودة في قوانينه دليل جيد على ما نقول: «القاعدة الثابتة أن العقوبات الموضوعة للجرائم تكون عامة للجميع سواء أكان سباهيا» فارسا«أو من الرعايا، أو شريفا أو وضيعا أو دنيئا، فمن ارتكب أي جريمة من هذه الجرائم فإنه يلاقي العقوبة المنصوص عليها».

## بداية حياته
ولد سليمان في طرابزون الواقعة على سواحل البحر الأسود يوم 6 نوفمبر 1494 لوالدته عائشة حفصة سلطان أو حفصة خاتون سلطان التي ماتت في 1534. حينما بلغ السابعة، ذهب ليدرس العلوم والتاريخ والأدب والفقه والتكتيكات العسكرية في مدارس الباب العالي في القسطنطينية. استصحب في طفولته إبراهيم وهو عبد سيعينه لاحقاً صدراً أعظماً في المستقبل. تولى سليمان الشاب وعمره سبعة عشر سنة منصب والي فيودوسيا ثم ساروخان (مانيسا) ولفترة قصيرة أدرنة.
بعد وفاة والده سليم الأول (1465-1520)، دخل سليمان القسطنطينية وتولى الحكم كعاشر السلاطين العثمانيين. يقدم مبعوث جمهورية البندقية، بارتلوميو كونتاريني، أقدم وصف للسلطان بعد أسابيع من توليه الحكم فيقول: يبلغ من العمر الخمسة والعشرين، طويل ونحيف، وبشرته حساسة. عنقه طويل قليلا، وجهه رقيق ومعقوف الأنف. شارباه متدليان ولحيته قصيرة ومع ذلك له طلعة لطيفة مع بشرة تميل إلى الشحوب. يقال أنه حكيم ومولع بالدراسة والتعلم وكل الرجال يأملون الخير من حكمه وله عمامة كبيرة للغاية. يعتقد بعض المؤرخين أن سليمان الشاب كان يكن التقدير للإسكندر الأكبر. حيث تأثر برؤية الإسكندر لبناء إمبراطورية عالمية من شأنها أن تشمل الشرق والغرب، وهذا خلق دافعا لحملاته العسكرية اللاحقة في آسيا وأفريقيا، وكذلك في أوروبا.

## أسرته

### زوجاته
- مهدفران سلطان
- خرم سلطان
- كلفم خاتون
- فولانة خاتون

### أبناؤه
- شاهزاده محمود - (1530-1533) - من زوجته مهدفران سلطان
- شاهزاده مصطفى - (1515 - 1553) - من زوجته مهدفران سلطان. أكبر أبنائه الذين وصلوا إلى سن البلوغ وولي العهد من 1521 إلى 1553. اغتيل في 1553.[20] عُيّن بسنجق مانيسا في عهد والده.
- شاهزاده محمد - (1521 - 1543) - أكبر أبنائه من خُرَّم سلطان. ووالي مانيسا في 1542-1543. قبل موته كان يعتبر الوريث الأوفر حظا لخلافة والده، عُيّن بسنجق مانيسا في عهد والده.
- شاهزاده عبد الله - (1522 - 1526) - من زوجته خرم سلطان. مات وهو طفل.[20]
- شاهزاده سليم - (1524 - 1574) - من زوجته خرم سلطان. بعد موت مصطفى في 1553 أصبح ولي العهد وبعد موت بايزيد في 1561 أصبح الوريث الوحيد. فخلف والده في 1566. وفي عهده كانت الدولة العثمانية قوة عظمى كعهد أبيه وتمكن الجيش العثماني من هزيمة روسيا والدخول إلى موسكو.[21] وتزوج نوربانو سلطان (راكيل ناسي 1525-1583) في 1545. ولد ابنه الأول مراد في 1546 الذي بدوره أصبح سلطانا.[22] عين بسنجق قونية ومن ثم في مانيسا في عهد والده.
- شاهزاده بايزيد - (1525 - 1561) - من زوجته خرم سلطان. ومنافس سليم الوحيد لخلافة سليمان وعهد له بعدة مناصب توفي عام 1561 مع أبنائه.[23] عين بسنجق كوتاهيه في عهد والده.
- شاهزاده جيهانغير - (1531 - 1553) - من زوجته خرم سلطان. وهو أحدب ومات من شدة الحزن على مقتل مصطفى. كان بحلب وكان مع والده فتوفي بها، وصلّى عليه أبوه.[24]
- شاهزاده أحمد - -
- شاهزاده مراد - (سبتمبر 1521- أكتوبر 1521) - من زوجته كلفم خاتون. مات في 1521 وهو طفل يتعلم المشي.[25]
- شاهزاده أورخان - (1533-1540) -

### بناته
- السلطانة مهرماه - (1578 - 1526) - كبرى بناته من خُرَّم سلطان. وتزوجت في 1539 رستم باشا، وهو جنرال كرواتي عثماني أصبح صدرًا أعظمًا مرتين لاحقا.[20]
- راضية سلطان - (1525-1570) - من زوجته مهدفران سلطان
- فاطمة نور - (1520-1562) - من زوجته فولانة خاتون
- فاطمة سلطان - - من زوجته
- فتاة بلا اسم - توفيت عند ولادتها

## توليه مقاليد السلطة
تولى السلطان سليمان القانوني بعد موت والده السلطان سليم الأول في 9 شوال 926هـ - 22 سبتمبر 1520م، حيث كان في الصيد بعيدا عن والده ولم يحضر وفاته بسبب الخوف من القتل الذي زرعه السلطان سليم الأول في الجميع، وبدأ في مباشرة أمور الدولة العثمانية، وتوجيه سياستها، وكان يستهل خطاباته بالآية القرآنية ﴿إِنَّهُ مِنْ سُلَيْمَانَ وَإِنَّهُ بِسْمِ اللَّهِ الرَّحْمَنِ الرَّحِيمِ ۝٣٠﴾ [النمل:30].

## حركات التمرد في عهده
كان عهد القانوني قمة العهود العثمانية سواء في الحركة الجهادية أو في الناحية المعمارية والعلمية والأدبية والعسكرية، كان هذا السلطان يؤثر في السياسة الأوربية تأثيرا عظيما وبمعنى أَوضح كان هو القوة العظمى دوليا في زمنه، نعمت الدولة الإسلامية العثمانية في عهده بالرخاء والطمأنينة. لكنه ابتلي في السنوات الأولى من عهده بأربعة تمردات شغلته عن حركة الجهاد، إذ أتاح موت سليم الأول وكان متصلبا، ثم جلوس ابنه على العرش وهو صغير السن، أتاح الفرصة لكي يظن الولاة الطموحون للاستقلال أنهم قادرون على ذلك، فلما وصل خبر تولية سليمان العرش، إلى الشام وكان جان بردي الغزالي واليا عليها من قبل الدولة العثمانية، تمرد وأشهر العصيان على الدولة.
- جان بردي الغزالي هذا، قائد مملوكي كان قد تعاون مع الخليفة سليم الأول في حربه ضد المماليك، كان هذا أَميراً طموحا وأودى به طموحه إلى أن ينقلب على المماليك ويتعاون مع الخليفة سليم الأول، حتى أن بعض المؤرخين العثمانيين يرون أن معركة غزة التي قادها ضد طلائع الجيش العثماني الزاحف على مصر إنما كان بالدرجة الأولى لعبة سياسية قصد منها إخفاء دوره في التعاون مع الجيش العثماني.

وكان الغزالي قد تواصل مع الصفويين على الثورة على العثمانيين بعد موت الخليفة سليم الأول مباشرة وبالفعل بعد وفاة الخليفة أعلن الغزالي التمرد والعصيان وأمر السلطان سليمان بقمع الفتنة فقمعت وأرسل رأس الثائر إلى إسطنبول دلالة على انتهاء التمرد.
- أما التمرد الثاني فقام به أحمد باشا الخائن في مصر وكان هذا عام 930هـ، 1524 م. وكان هذا الباشا يطمح أن يكون صدرا أعظما ولم يفلح في هذا، لذلك طلب إلى السلطان أن يعينه واليا على مصر فقبل السلطان، وما أن وصل مصر حتى حاول استمالة الناس وأعلن نفسه سلطانا مستقلاً، لكن أهل الشرع في مصر وكذلك جنود الإنكشارية لا يعرفون إلا سلطانا واحدا خليفة لكل المسلمين هو السلطان سليمان القانوني، لذلك ثار أهل الشرع والجنود ضد هذا الوالي المتمرد وقتلوه، وظل اسمه في كتب التاريخ مقرونا باسم الخائن.[26]
- والتمرد الثالث ضد خليفة المسلمين هو تمرد شيعـي قام به بابا ذو النون عام 1526 م في منطقة يوزغاد حيث جمع هذا البابا ما بين ثلاثة آلاف وأربعة آلاف ثائر وفرض الخراج على المنطقة، وقويت حركته حتى أنه استطاع هزيمة بعض القواد العثمانيين الذين توجهوا لقمع حركته، وانتهت فتنة الشيعة هذه بهزيمة بابا ذو النون وأرسل رأسه إلى إسطنبول.[27][28]
- والتمرد الرابع ضد الدولة العثمانية في عهد سليمان القانوني كان تمرداً شيعيا أيضا، وكان على رأسه قلندر جلبي في منطقتي قوينه ومرعش وكان عدد أتباعه 30000 شيعي قاموا بقتل المسلمين السنيين في هاتين المنطقتين. ويقول بعض المؤرخين أن قلندر جلبي جعل شعاره أن من يقتل مسلماً سنيّاً ويعتدي على امرأة سنية يكون بهذا قد حاز على أكبر ثواب.

توجه بهرام باشا لقمع هذا العصيان فقتله العصاة، ثم نجحت الحيلة معهم إذ إن الصدر الأعظم إبراهيم باشا قد استمال بعض رجال قلندر جلبى، فقلت قواته وهزم وقتل. بعد هذا هدأت الأحوال في الدولة العثمانية وبدأ السلطان سليمان في التخطيط لسياسة الجهاد في أوروبا.

## الحلف مع فرنسا
كان العداء متبادلا بين ملك فرنسا فرنسوا الأول وشارل الخامس (أو شارلكان) ملك إسبانيا وإمبراطور الإمبراطورية الرومانية المقدسة، فكان شارل الخامس بموجب ذلك يحكم أجزاءً شاسعة من أوروبا بما فيها ألمانيا وهولاندا والنمسا والمجر وغيرها، ولأن الملك الفرنسي لم يكن يملك القوة الكافية لمنازلة غريمه ومنازعته على لقب الإمبراطور، حاول التقرب من الدولة العثمانية.
وحدث أن ذهب وفد فرنسي إلى سليمان القانوني يطلب منه مهاجمة بلاد المجر في سبيل تشتيت جيوش شارلكان وإضعافها، واكتفى السلطان بكتاب من طرفه يعد فيه بالمساعدة وكان يريد الاستفادة من هذه الفرصة من أجل تسديد ضرباته لمملكة النمسا وتشديد الخناق على دول أوروبا، ومما يجدر الإشارة إليه أن استعانة فرنسا بما لها من قوة وثقل كاثوليكي مسيحي في أوروبا آنذاك بالدولة العثمانية المسلمة، يعطي المطلع فكرة عما وصل إليه العثمانيون من قوة وصيت وعالمية في ذلك الزمان.
لقد أثمر هذا الحلف بين الدولتين في إضعاف ممالك شارل الخامس والجمهوريات الإيطالية، فعلى الرغم أن الفرنسيين لم يستطيعوا الانتصار على الإسبان في الغرب إلا أن شارلكان خسر أراض عديدة من أوروبا الشرقية، كما قامت القوات البحرية العثمانية-الفرنسية بقيادة خير الدين بربروس باستعادة مدينة نيس وجزيرة كورسيكا لصالح الفرنسيين كما انتصرت الأساطيل العثمانية على البحرية الإسبانية والإيطالية في مواقع عديدة.
أراد الحلف الفرنسي العثماني غزو إيطاليا بسبب ثراء المدن الإيطالية وازدهار ثقافاتها بالإضافة إلى وجود مقر البابا قائد النصرانية في روما، وبالفعل توجه سليمان الأول بمئة ألف جندي لمهاجمة إيطاليا من الشرق، وهبط خير الدين بربروس من جهة الجنوب في ميناء أوترانة الإيطالي، كما تقدم الفرنسيون من جهة الغرب الإيطالي، وكان الهدف من هذا هو هجوم واحد وكبير من ثلاثة جهات، إلا أن توجس الملك الفرنسي من أن يتهم بالردة عن المسيحية من قبل العامة ورجال الدين (لتعاونه عسكريا مع دولة مسلمة) جعله يعلق عملياته العسكرية ويكتفي بمهادنة شارلكان، ولو أن الحملة العسكرية المشتركة تمت كما خطط لها لغدت إيطاليا بكاملها ولاية عثمانية.

### رسالة الاستغاثة من ملك فرنسا - واستجابة سليمان القانوني
- رسالة استغاثة ملك فرنسا

## الجيش في عهده
كان السلطان سليمان يقود الحملات الهامة بنفسه وقد توغل في عمق أوربا حتى وصل إلى فيينا. وقد قاد القانوني بنفسه ثلاث عشرة حملة عسكرية كبرى وفتح بنفسه 360 حصنا وقلعة. وقد بلغ الجيش في عهده درجة عالية من القوة بحيث كانت تخشاه جميع الجيوش فقد حاولت إسبانيا احتلال هولندا فطلب ملك هولندا وقتها المساعدة من السلطان سليمان القانوني فأرسل له أربعين بدلة من لباس الجيش الإنكشاري ليلبسها الجنود الهولنديون في المعركة وعندما شاهدها الإسبان ظنوا أن العثمانيين يحاربون بجانب الهولنديين فتوقفت اعتداءاتهم ثلاثين عاما. ولم تكن قوات المشاة هي الأقوى عالميا فحسب بل كانت المدافع العثمانية في عهده متميزة على جميع المدافع في العالم. وكانت قيادته للجيش العثماني قد أكسبته هيبة بين شعبه وجيشه وطاعتهم له وساعدت قيادته للجيش بعدم حصول أي تمرد أو عصيان من الجيش العثماني أو الإنكشارية عليه. وكان الجيش منظما فلم يكن هناك فرق بين جندي وفارس وقائد إلا في حدود الرتبة والمكانة العسكرية. لا مجال للتطاول والعدوان على أهل البلدان التي يمرون عليها.. فإذا اشتروا شيئًا من أهل بلدة لابد من دفع ثمنه.. وإذا قام أحد الأهالي بخدمة أو مهمة مهما كانت بسيطة لا بد من أن يأخذ أجره.
وإذا تسبب الجيش أثناء مسيره في عطب، أو أحدث أي خسائر لأحد، فلا بد من تعويضه ولا بد من إصلاح ذلك العطب.. بل قام الجيش العثماني أثناء تنقلاته بإصلاح وترميم الطرق والجسور التي كانت في حاجة إلى إصلاح وترميم.
في نهاية عهده كان عدد الجنود السباهية في الجيش أكثر من أحد عشر ألف جندي وعدد الجنود من حملة الأعلام 620 جندي وعدد جنود فرقة المدفعية تجاوز 1200 جندي وسائقو عربات المدفعية تجاوز 670 شخص.
قدر عدد الإنكشارية في عهده بإثني عشر ألف جندي. وكان دائما ما يهتم بتطوير الجيش ففي عام 1557 أمر القانوني بإنشاء مصنع للقنابل النحاسية في القدس.

## ميادين القتال
تعددت ميادين القتال التي تحركت فيها الدولة العثمانية لبسط نفوذها في عهد سليمان فشملت أوروبا وآسيا وأفريقيا، فاستولى على بلغراد سنة 927هـ/1521م وجزيرة رودس سنة 929هـ، وحاصر فيينا سنة 935هـ/1529م لكنه لم يفلح في فتحها، وأعاد الكَرّة مرة أخرى ولم يكن نصيب تلك المحاولة بأفضل من الأولى. ضم إلى دولته أجزاء من المجر بما فيها عاصمتها بودابست، وجعلها ولاية عثمانية.
وفي أفريقيا، فتحت أراضي ليبيا والقسم الأعظم من تونس، وإريتريا، وجيبوتي والصومال، وأصبحت تلك البلاد ضمن نفوذ الدولة العثمانية.

### فتح بلغراد (1521)
بعيد خلافة والده في السلطة، بدأ سليمان سلسلة من المواجهات العسكرية، ومن ضمنها إخماد ثورة دعمها حاكم دمشق في 1521. وتوجه سليمان بعد ذلك مع صدره الأعظم بيري محمد باشا إلى بلغراد وأعد العدة لغزو مملكة المجر ونجح في ما فشل فيه جده الأكبر محمد الثاني (الفاتح)، حيث كان المجريون الأعداء الوحيدين المتبقين بعد سقوط البيزنطيين والصرب والبلغار الذين يستطيعون ردعه من مواصلة فتوحاته في أوروبا، ثم حاصر سليمان وجيشه بلغراد ودكها بالمدفعية في قصف شنه من جزيرة مجاورة على نهر الدانوب فلم يبق للرجال السبعمئة إلا الاستسلام في 1521م.

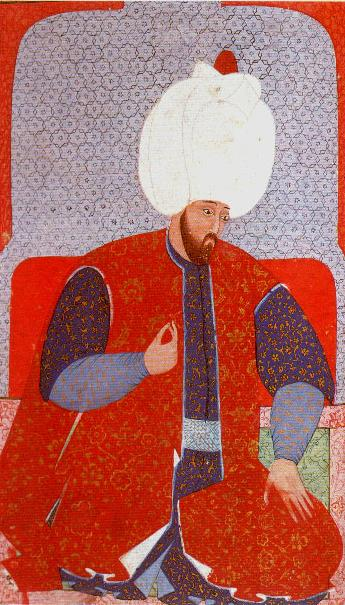
سليمان الشاب

ولقد انتشر خبر فتح بلغراد، أحد أحصن قلاع النصارى، كالنار في الهشيم وانتشر معه الخوف عبر أوروبا، كما ذكر ذلك سفير الإمبراطورية الرومانية المقدسة: كان فتح بلغراد أصل عدة أحداث درامية ضربت المجر أبرزها موت الملك لويس الثاني واحتلال بودا وضم ترانسيلفانيا وتدمير مملكة مزدهرة وخوف البلدان المجاورة التي خافت مواجهة المصير نفسه".

### فتح جزيرة رودس
كان الجيش في جزيرة رودس المدعوم من الكنيسة في روما دائمًا ما يتعرض للسفن الإسلامية وينهب محتوياتها ثم تعرض لإحدى سفن الحجاج وبعض السفن التجارية وقتل عددا من الركاب المسلمين عندها عزم الخليفة سليمان القانوني على فتح الجزيرة. وعندما سمع أمير الجزيرة بالحملة التي يعدها القانوني عرض عليه دفع الجزية ليتمكن من طلب العون من أوربا لكن الخليفة تنبه لهذا الأمر ورفض طلبه. وعندما أبى رهبان الجزيرة تسليمها إلى العثمانيين، دكت المدفعية العثمانية جدران حصنها المنيع والذي كان يعد أحد أمنع الحصون في العالم في ذلك الحين، ويقال أن القوة البرية العثمانية حفرت ما يقارب 50 سردابا تحت الحصن، وشنوا هجوما على المدينة من تحت الأرض، ولكن القوة المدافعة تفانت في الدفاع عن الجزيرة، وردت هذا الهجوم المفاجئ، كما دافعوا بكل قوة عن حصن جزيرتهم، ويروي أن نساء رودس كانت تعاون رجالها ورهبانها في الدفاع عن أسوار الجزيرة، ولما انقطعت الحلول من أمام رئيس الرهبان مع نفاذ مؤونته وذخيرته آثر التسليم في سنة 929هـ. وبعد دخول الخليفة العثماني رودس ظافرا، اختار كبار القساوسة وفرسانهم مغادرة الجزيرة، فاتجهوا إلى مالطا وأقاموا فيها لمواصلة الهجوم على السفن الإسلامية (وعرفوا بـفرسان القديس يوحنا الأورشليمي أو فرسان مالطا).

### فتح بلاد المجر والتصادم مع النمسا
تحولت طموحات السلطان القانوني إلى بلاد المجر لاسيما بعد تدهور العلاقات معها والمراسلات التي دارت مع الفرنسيين والذين تقدموا بطلب لدى السلطان لكي يهاجم المجر لإضعاف الملك شارلكان ورفع شيء من الضغط عن الفرنسيين في الغرب. حشد سليمان الأول الجيوش وسار بها نحو بلاد المجر عبر بلغراد التي كانت تحت سلطة العثمانيين منذ العام 1521، وفي طريقه فتح عدد من القلاع، وقطع أكثر من ألف كيلومتر للوصول إلى مكان المعركة. وذلك خلال 128 يوما. وفي أثناء سير الجيش العثماني أعلن بابا الفاتيكان النفير في جميع أنحاء أوربا. ثم التقى الجيش العثماني بالجيش المجري في منطقة موهاكس وكان عدد جنود الجيش العثماني مئة ألف وعدد جنود الجيش المجري مئتي ألف مدعومين من كل ممالك أوروبا وكان معهم البابا وفرسانهم قد تدرعوا بالحديد. وجرت معركة موهاكس الفاصلة سنة 932هـ - 1526م التي انتهت بعد ساعتين بانتصار العثمانيين وإبادة جميع الجيش المجري والأوربي المساند له وتسلم السلطان القانوني مفاتيح عاصمة المجر بودا (و تعني البلد العالي)، ويجدر الإشارة هنا أن بودابست كانت عبارة عن مدينتين منفصلتين آنذاك وهما: بود وبست. واستيقظت المقاومة المجرية لكنها فشلت وأصبح العثمانيون القوة المسيطرة في أوروبا الشرقية. وعندما رأى السلطان جثة لويس الهامدة عبر سليمان عن أسفه قائلا: قدمت بالفعل مسلحاً إليه ولكن لم تكن نيتي أن يُقتل هكذا وهو لم يذق حلاوة الحياة والملك بعد.
يقول المؤرخ الفرنسي «إرنست لافيس» يصف آثارَ تلك المعركة: "لم يشهد التاريخ حربًا كموهاج، حُسِمت نتيجتها على هذه الصورة في مصادمةٍ واحدة، ومحَت مستقبل شعبٍ كبير لعصورٍ طويلة. عند عودة سليمان الأول من بلاد المجر اصطحب السلطان معه الكثير من نفائس البلاد وخاصة كتب كنيسة ماتياس كورفن، وهي كنيسة اعتاد الأوروبيون على تسميتها بكنيسة التتويج لأن الملوك الأوروبية كانت تتوج فيها، وحول المسلمون تلك الكنيسة إلى مسجد وأُضيف إليها النقوش العربية، وأُعيد المسجد كنيسةً عندما خرج العثمانيون من هنغاريا (المجر) وبقيت النقوش العربية حتى يومنا هذا.

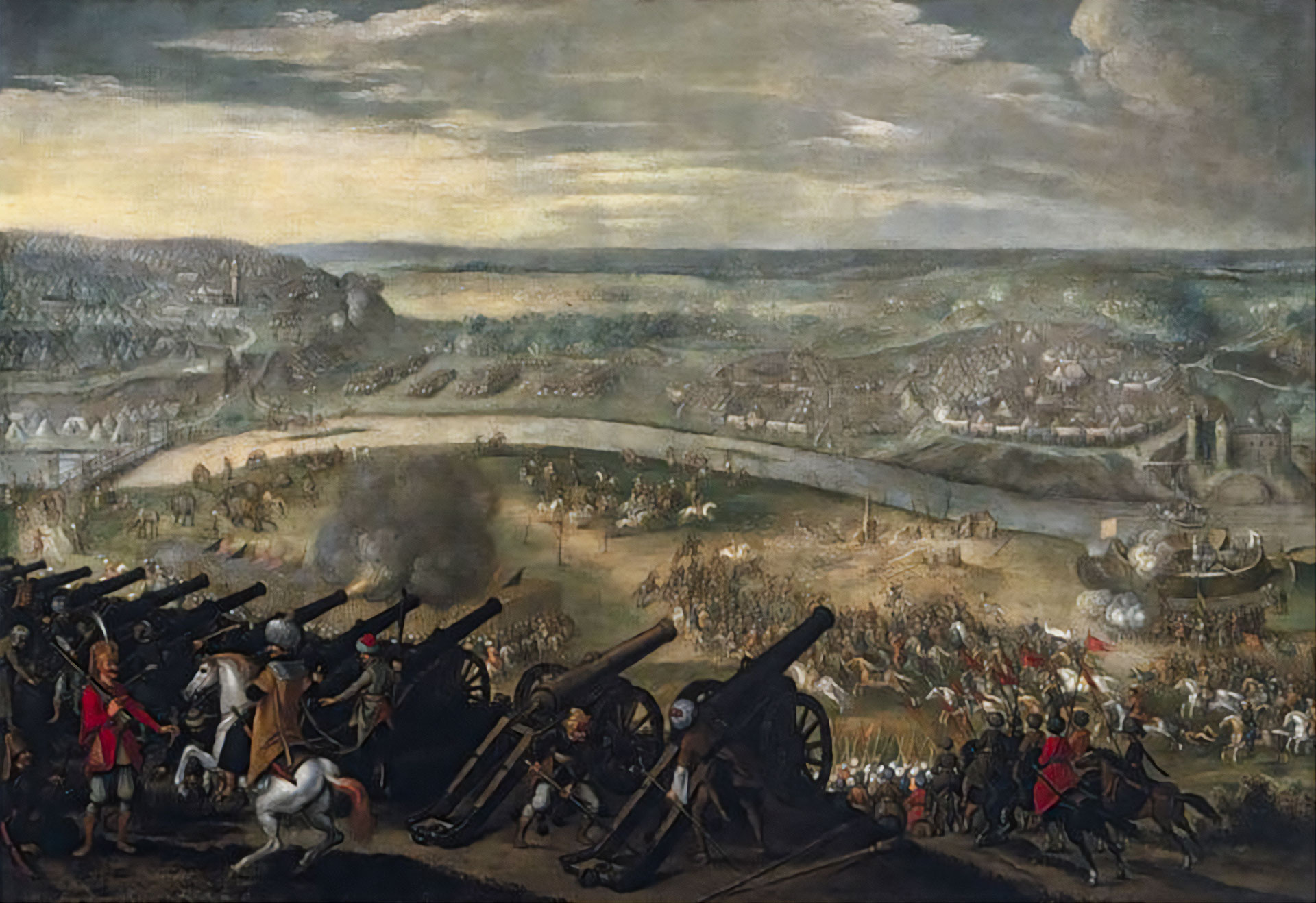
حصار إسترغوم.

في عهد شارل الخامس وأخيه فيردناند، أرشدوق النمسا، أعاد الهابسبورغ احتلالهم لهنغاريا. كرد فعل لذلك، عاد سليمان مرة أخرى عبر وادي الدانوب وأعاد غزو بودا وشن في الخريف الذي تلاه حصار فيينا. كان ذلك أكثر عمل عثماني طموحاً في أوروبا وأقصاه امتداداً نحو الغرب ولكن انتصر النمساويون ب 20,000 رجلاً، بذلك أصبحت الأراضي الهنغارية فيما بعد ساحة حرب بين النمساويين والعثمانيين، وكانت الحرب سجالاً بين الطرفين لا تلبث أن تنطفئ حتى تشتعل من جديد، ومالت كفة الانتصار للعساكر العثمانية مما جعل النمسا تدفع الجزية للأستانة في معظم الأوقات، وحاصر السلطان فيينا مرة ثانية ولم يتمكن من فتحها في 1532 فانسحب بجيوشه، وذلك لسوء الأحوال الجوية التي كانت تمنع العثمانيين من نقل معدات حصارهم الثقيلة وبعد المسافة عن حاضرة الخلافة وامتداد خطوط الإمداد الطويلة وراء الجيش. بعد ذلك استمر التنافس العثماني-الهاسبورغي حتى مطلع القرن العشرين.

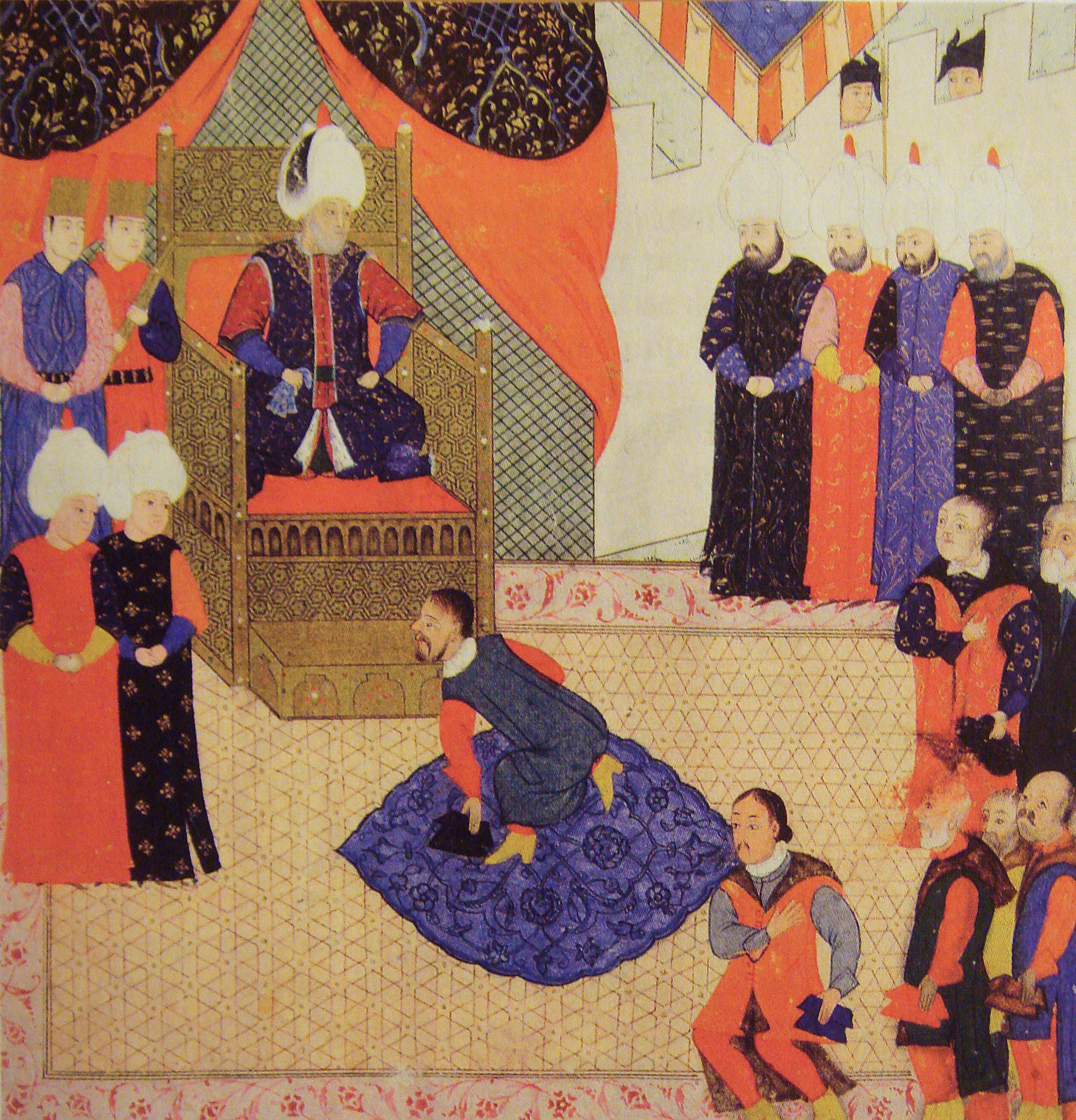
جون سيجسموند ملك المجر مع سليمان في 1556.

بحلول أربعينيات القرن السادس عشر، قدم تجدد الصراع في هنغاريا لسليمان فرصة الثأر لهزيمته في فيينا. اقترح بعض النبلاء المجريون أن يتقرب فرديناند الأول (1519-1564)، حاكم النمسا المجاورة، إلى عائلة لويس الثاني بالزواج ليكون ملك المجر، دون ذكر أن اتفاقات سابقة تسمح للهاسبورغ بالاستيلاء على العرش المجري إذا لم يكن هناك وريث للويس. في الطرف الآخر، التف نبلاء مجريون حول جون زابوليا المدعوم من سليمان والذي لم تعترف به القوى النصرانية بأوروبا. في 1541 التقى الهابسبورغ بالعثمانيين في صراع آخر، وحاولوا فرض حصار على بودا. بعد صد جهودهم، ووقوع قلاع نمساوية أخرى في يد العثمانيين اضطر فرديناند وأخوه شارل الخامس إلى توقيع معاهدة مذلّة مع سليمان مدتها خمس سنوات. تخلى فرديناند عن أطماعه في مملكة المجر وأُجبر على دفع جزية سنوية إلى السلطان لقاء أراضٍ مجرية استمر في السيطرة عليها. وفي حركة أكثر رمزية نصت المعاهدة على أن شارل الخامس ليس إمبراطور بل مجرد ملك إسبانيا، مما جعل سليمان يعتبر نفسه القيصر الحقيقي. بعد إذلال أعدائه الأوروبيين أمّن سليمان للخلافة العثمانية دوراً ريادياً في السياسة الأوروبية.

### الصدام مع الدولة الصفوية

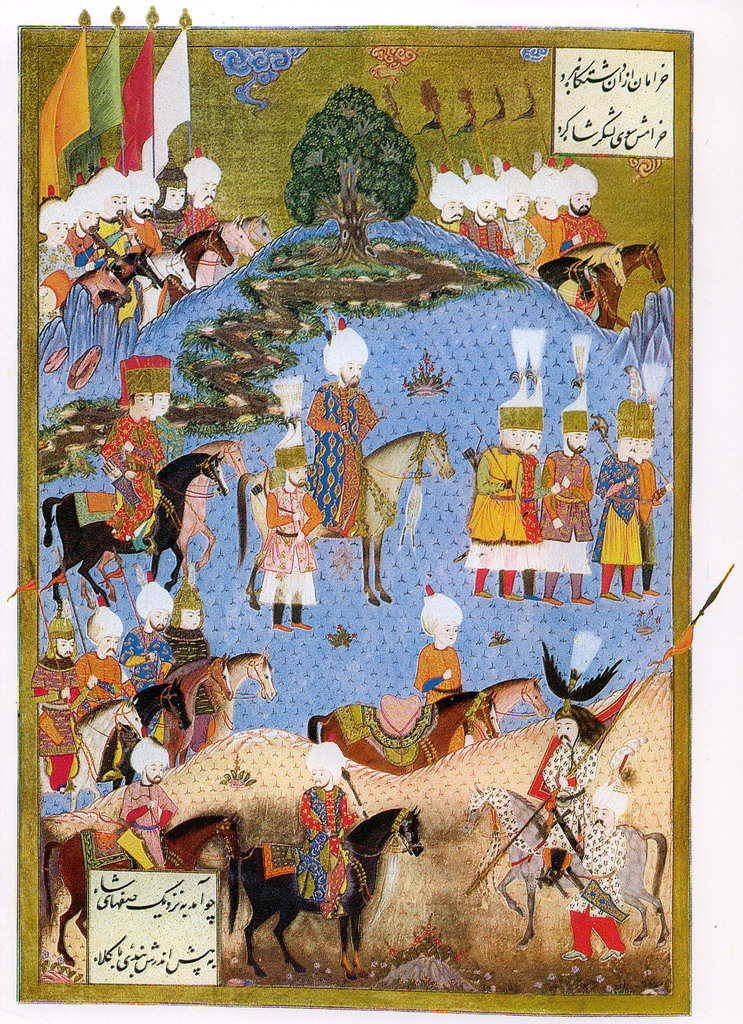
منمنمة عثمانية تعود لعام 1554م تصور سليمان القانوني وجيشه خلال زحفه باتجاه ناخيتشيفان في القفقاس

بعد تثبيت حدوده في أوروبا اتجه سليمان نحو آسيا حيث قاد حملات كبرى ضد الدولة الصفوية لتندلع بذلك الحرب العثمانية الصفوية (1532–1555)، ويرجع السبب في ذلك لحدثين بارزين، الأول هو مقتل والي بغداد الموالي لسليمان على يد الشاه طهماسب وتعويضه بموال له، والثاني تحالف والي بدليس مع الصفويين، ابتدأت من سنة 941هـ - 1533م، حيث نجحت الحملة الأولى في ضم تبريز وبدليس إلى سيطرة الدولة العثمانية دون أي مقاومة، حيث ساق الصدر الأعظم إبراهيم باشا الجيوش وضم العديد من الحصون والقلاع في طريقه كقلعتي وان وأريوان، وعمل الصدر الأعظم على بناء قلعة في تبريز وترك فيها من الحامية المنظمة ما يكفي لحفظ الأمن العمومي في 1534.
وفي شهر أيلول (سبتمبر) من نفس السنة وصل سليمان الأول إلى تبريز واستأنف العمليات الحربية بنفسه ضد الشاه طهماسب الذي كان يتراجع بجيشه عوض المواجهة لكن سوء الطرق وكثرة الأوحال وسوء الأحوال الجوية جعلت نقل المدفعية العثمانية الضخمة أمرا محالا، فقام الخليفة بتحويل الوجهة نحو بغداد وبالفعل دخلها بعد هروب حاميتها الصفوية في 1535، وقام السلطان عند دخوله بزيارة قبور الأئمة العظام الموجودة في العراق مما أكد أحقية سليمان في قيادة العالم الإسلامي وحمل شعلة الخلافة من العباسيين.
قام سليمان بحملة أخرى لهزم الشاه في 1548-1549.
كالحملات السابقة تفادى طهماسب المواجهة المباشرة مع الجيش العثماني واختار التراجع فأحرق أرمينيا (منطقة بإيران) فلم يجد العثمانيون مكانا يقيهم من شتاء القوقاز القاسي. أنهى سليمان حملته بمكاسب عثمانية مؤقتة في تبريز وأرمينيا وموقع دائم في محافظة فان وقلاع في جورجيا. في 1553 بدأ سليمان حملته الثالثة والأخيرة ضد الشاه. بعد خسارة أرضروم في وقت سابق لابن الشاه. استهل سليمان الحملة باسترجاعها وعبور الفرات العلوي وصولا إلى بلاد فارس. أكمل جيش الشاه خطته التي ترمي إلى التراجع وعدم الاشتباك مع العثمانيين مما أدى إلى حالة جمود فلم يكن هناك لا غالب ولا مغلوب. في سنة 962هـ - 1555م أجبر السلطان سليمان الشاه طهماسب على الصلح وأحقية العثمانيين في كل من أريوان وتبريز وشرق الأناضول وأمن بذلك بغداد وجنوب بلاد الرافدين ومصبات الفرات ودجلة وأخذ أجزاء من الخليج العربي ووعد الشاه أيضا بوقف هجوماته في الأراضي العثمانية.

### محاربة البرتغاليين

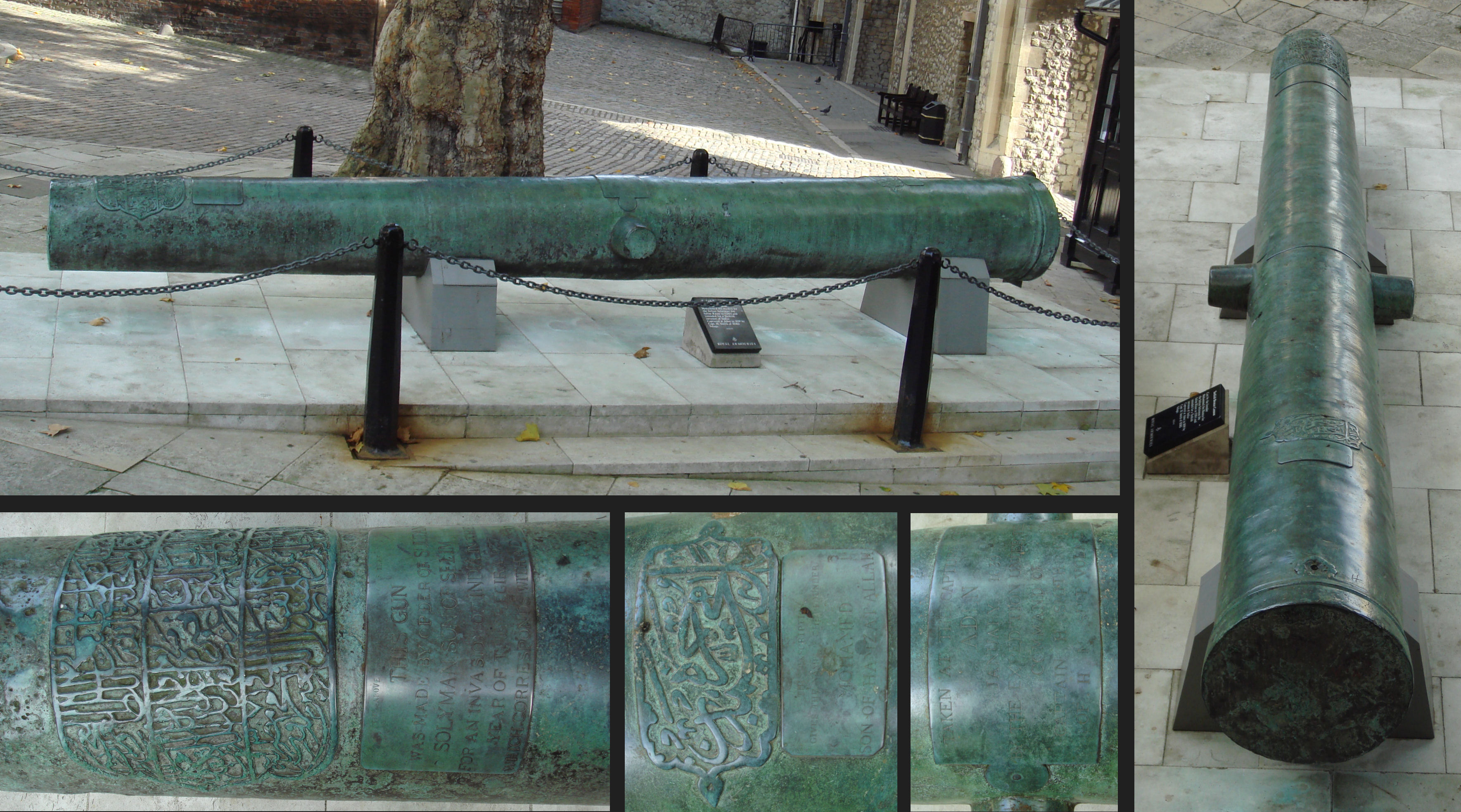
مدفع سليمان في عدن، وجده محمد بن حمزة في 1530-31 بعد غزو عثماني في الهند. استولى عليه بعد اجتياح عدن في 1839 الكابتن سميث من سفينة فولاج. يوجد الآن في برج لندن.

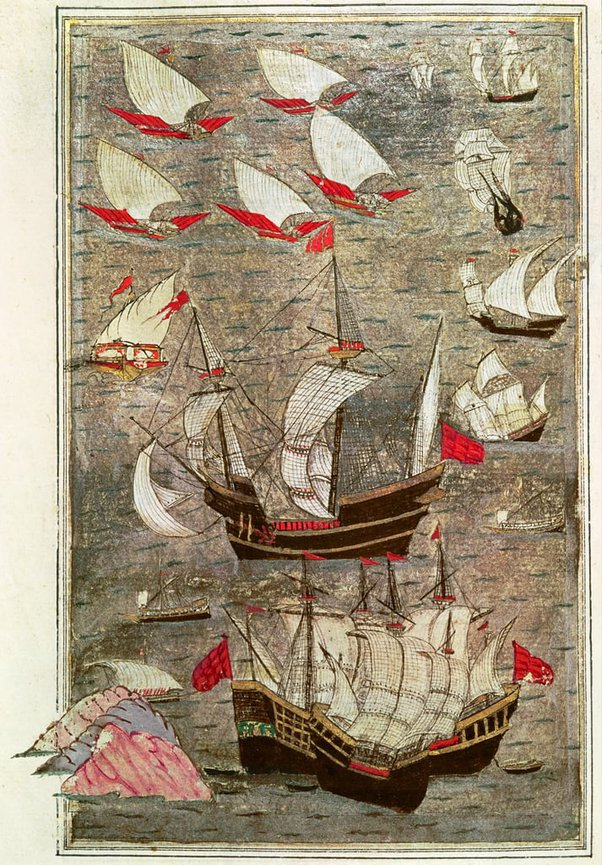
الأسطول العثماني في المحيط الهندي في القرن السادس عشر.

أرسل حاكم مدينة أحمد آباد وما حولها رسالة استغاثة إلى الخلافة العثمانية طالبا المساعدة ضد البرتغاليين الذين اجتاحوا بلاده وتمكنوا من السيطرة على أهم ثغورها، فأرسل السلطان خطابا إلى سليمان باشا والي مصر يأمره ببناء عمارة بحرية كبيرة بأسرع ما يمكن وبالفعل قام الوالي ببناء 70 سفينة حربية. اتجه العثمانيون مواجهين نفوذ البرتغاليين في المحيط الهندي والخليج العربي، أولا نحو عدن وسيطروا عليها في 1538 لتشكل قاعدة لهجوماتهم ضد الممتلكات البرتغالية في الهند. أخفقوا في إسقاط موقع ديو في سبتمبر 1538 لكنهم عادوا إلى عدن وحصنوها بمئة قطعة مدفعية. استولى أويس باشا من عدن على اليمن ابتداء من قلعة تعز سنة 953هـ 1546م، ودخلت عُمان والأحساء وقطر تحت نفوذ الدولة العثمانية. بعد إحكام السيطرة على البحر الأحمر بدأ سليمان هجومات على الطرق التجارية للسفن البرتغالية المارة نحو الهند وبدأ حركة تجارية مهمة في القرن السادس عشر مع الهند. تلقى سليمان في 1564 استغاثة من بعثته في آتشيه (حاليا في إندونيسيا) تستدعي تدخلا عثمانيا ضد البرتغال. استجاب السلطان وقام بإرسال البعثة العثمانية إلى آتشيه والتي قدمت لهم الدعم العسكري اللازم للرد. كذلك كان الصراع محتدما في الحبشة، فبعد عدة معارك مع القوات البرتغالية تمكن العثمانيون من دخول الحبشة التي كانت تسيطر عليها البرتغال وتتخذ منها مركزا لها. أدت هذه السياسة إلى الحد من نفوذ البرتغاليين في مياه الشرق الأوسط، كما أغاثت البحرية العثمانية الأقاليم المستغيثة في الهند وآتشيه واستطاع سليمان باشا المذكور أن يسيطر على كافة الحصون التي بناها البرتغاليون.

### محاولة فتح إيطاليا
أراد الخليفة العثماني سليمان القانوني فتح إيطاليا بسبب ثراء المدن الإيطالية وازدهار ثقافاتها بالإضافة إلى وجود مقر البابا قائد النصرانية في روما، وبالفعل توجه سليمان الأول بمئة ألف جندي لمهاجمة إيطاليا من الشرق، وهبط خير الدين بربروس من جهة الجنوب في ميناء أوترانة الإيطالي، كما تقدم الفرنسيون من جهة الغرب الإيطالي، وكان الهدف من هذا هو هجوم واحد وكبير من ثلاث جهات، إلا أن توجس الملك الفرنسي من أن يتهم بالردة عن النصرانية من قبل العامة ورجال الدين -لتعاونه عسكريا مع دولة مسلمة- جعله يعلق عملياته العسكرية ويكتفي بمهادنة شارلكان، ولو أن الحملة العسكرية المشتركة تمت كما خطط لها لغدت إيطاليا بكاملها ولاية عثمانية.

### شمال إفريقيا والبحر المتوسط

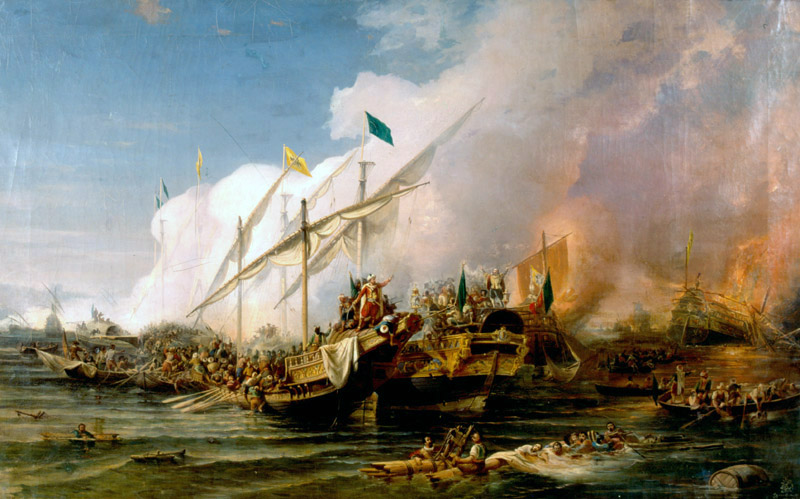
خير الدين بربروس يهزم أسطول الحلف المقدس يقيادة أندريا دوريا في معركة بروزة (1538)

بعد تثبيت أقدامه على أراضي الإمبراطورية، تلقى سليمان أنباءً بأن أندريا دوريا قائد أسطول شارل الخامس احتل حصن كوروني غرب المورة (حالياً البيلوبونيز). مثل الوجود الإسباني شرق البحر الأبيض المتوسط منافسةً ضمنيةً للسيطرة العثمانية في المنطقة. كلف سليمان قائد البحرية العثمانية خير الدين بربروس المعروف لدى الأوروبيين باسم بارباروسا بإفشال التحدي الإسباني في المتوسط. عند توليه منصبه قام بارباروسا بإعادة بناء الأسطول العثماني لتبلغ قوته -من حيث الكفاءة والفعالية- مجموع قوى أساطيل الدول الأوربية المتوسطية مجتمعة. كان شارلكان عام 1535 انتصر على العثمانيين في تونس، ومع الحرب ضد جمهورية البندقية العام 1537 قبل سليمان اقتراحات فرانسوا الأول ملك فرنسا -الذي كان يخوض حرباً ضد شارلكان- بالتحالف. في 28 سبتمبر/أيلول 1538 هزم خير الدين بربروس أساطيل الحلف الصليبي المقدس مجتمعةً (سبعة دول) في معركة بروزة شر هزيمةٍ، وأمّن نفوذ الدولة العثمانية شرقي المتوسط لثلث قرنٍ لاحقٍ حتى معركة ليبانت (1571).

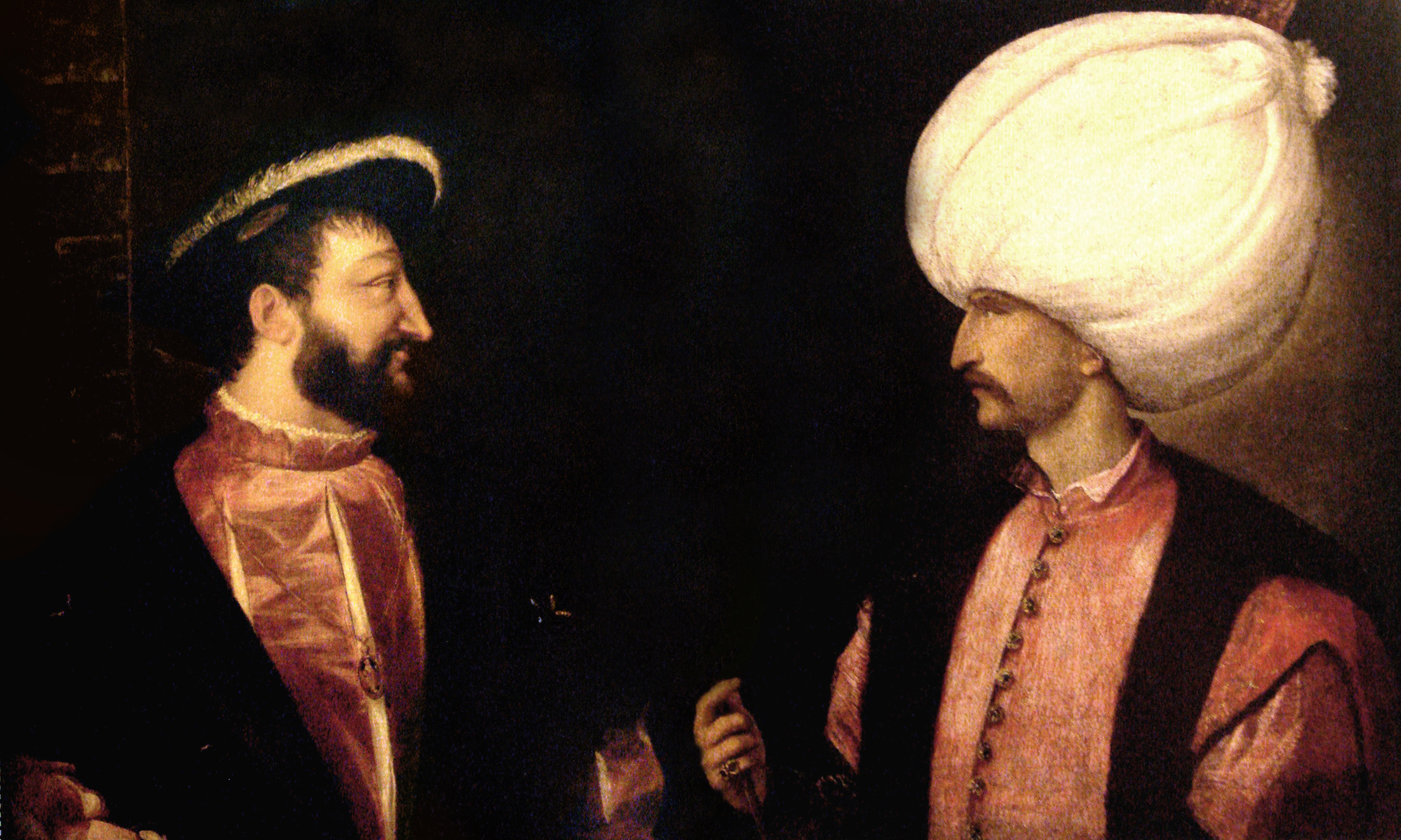
عقد سليمان القانوني(يمين) وفرانسوا الأول (يسار) التحالف الفرنسي العثماني بدءاً من عام 1530

ضم سليمان أراضٍ واسعةً شمالي إفريقيا. أضحت طرابلس وجنوب تونس والجزائر إيالات (ولايات) ذاتية الحكم في الدولة العثمانية وشكلت طليعة جبهة سليمان في صراعه مع شارلكان الذي حاول إخراج العثمانيين من الجزائر عدة مراتٍ انتهت آخرها بهزيمةٍ مذلّةٍ عام 1541. تتابعت عمليات الجهاد البحري في إطار الحرب ضد إسبانيا. لفترة قصيرة أمنت التوسعات البحرية العثمانية السيطرة في البحر الأحمر والخليج العربي حتى 1554 حينما هزم البرتغاليون الأسطول العثماني. استولى البرتغاليون على جزيرة هرمز (في مضيق هرمز بوابة الخليج العربي) عام 1515 وستستمر منافستهم لسليمان للسيطرة على عدن في اليمن، ولكن تهديداتهم في البحر الأحمر انتهت.

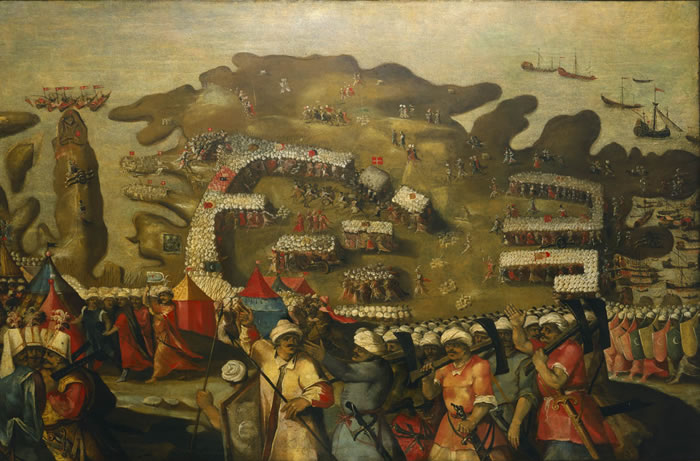
حصار مالطة عام 1565: وصول الأسطول العثماني، للفنان ماتيو بيريز داليتشيو

عام 1542 وبسبب مواجهتهم لعدوٍّ واحدٍ وهو آل هابسبورغ (الإمبراطور الروماني المقدس شارلكان) سعى فرانسوا الأول لتجديد التحالف الفرنسي العثماني فأرسل السلطان سليمان مئة سفينةٍ تحت قيادة خير الدين بربروس لمساعدة فرنسا غرب المتوسط. غزا باربروس شواطئ صقلية ونابولي وبعد وصوله فرنسا قدم له فرانسوا الأول مدينة طولون لتكون قاعدةً للبحرية العثمانية. في إطار الحملة ذاتها حاصر باربروس نيس في 1543، لكن بحلول 1544 انتهى التحالف الفرنسي العثماني مؤقتاً بتوقيع الصلح بين فرانسوا الأول وشارلكان.
في مالطا ذات الموقع الاستراتيجي أعاد فرسان القديس يوحنا تشكيل أنفسهم بعدما طردهم سليمان من رودس (1522) تحت اسم فرسان مالطة بدءاً من 1530. أثارت قرصنتهم ضد سواحل شمال إفريقيا وسفن المسلمين في البحر غضب الدولة العثمانية التي أرسلت حملةً عظيمةً لفتح مالطا عام 1565. بدأ حصار مالطا الكبير في 18 مايو/أيار واستمر حتى 8 سبتمبر/أيلول. في البداية بدت المعارك تكراراً للمعارك في رودس فدَمّرت عدة مدنٍ في مالطا وقضى نحو نصف الفرسان نحبهم في القتال (ومنهم قائدهم فاليتي الذي سَمّيت فاليتا عاصمة مالطا على اسمه)، لكن بوصول مددٍ من إسبانيا تغير ميزان القوى فانسحب العثمانيون بعدما خسروا ثلاثين ألف قتيلٍ في صفوفهم.

## رقعة الدولة في عهده

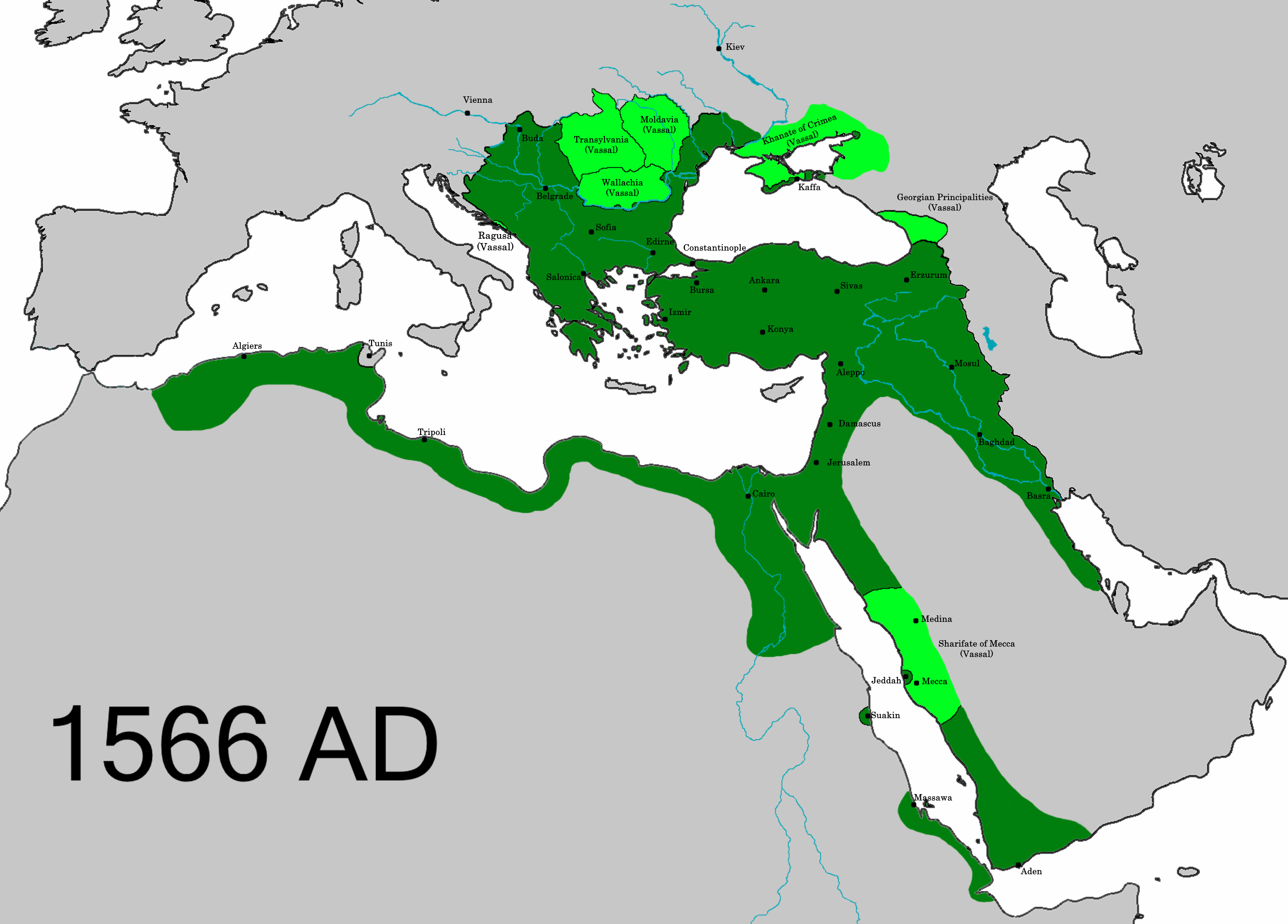
الدولة العثمانية في نهاية عهد القانوني

وصلت الدولة العثمانية في عهده إلى مساحة 15 مليون كم2 بعد أن استلمها من أبيه سليم الأول بمساحة 6.5 مليون كم2 وكانت الدولة العثمانية تضم على عهده في أوروبا: المجر ورومانيا ويوغسلافيا وبلغراد وكرواتيا وسلوفينيا ومناطق أخرى. وفي آسيا: كانت تضم جزيرة رودس مع الجزر الاثنتي عشرة والسعودية وغربي جورجيا والقسم المتبقي من شرقي الأناضول وكانت تحت حمايته كل من اليمن والكويت والبحرين وحضرموت وقطر ومناطق أخرى. وفي إفريقيا: كانت تضم معظم مناطق أريتيريا وجيبوتي والصومال والحبشة وليبيا وتونس وتشاد وبعض مناطق الصحراء الكبرى.
كان العثمانيون يقسمون الدولة إلى إيالات ويعينون على رأس كل إيالة عثمانية بيكلربكي ليدير أمور هذه الإيالة وعند فتح مناطق جديدة واستقرار العثمانيين بها يتم إنشاء إيالة خاصة بهذه المنطقة
وهذه أهم الإيالات التي أنشئت في عهده.
| التسلسل | الاسم              | العاصمة       | تتبع حاليا ل                                     | سنة الفتح | سنة التأسيس | ملحوظة |
| ------- | ------------------ | ------------- | ------------------------------------------------ | --------- | ----------- | ------ |
| 1       | إيالة ذو القدر     | مرعش          | - تركيا                                          | 1515      | 1522        |        |
| 2       | إيالة أرضروم       | أرضروم        | - تركيا                                          | 1514      | 1534        |        |
| 3       | إيالة الموصل       | الموصل        | - العراق                                         | 1516      | 1534        |        |
| 4       | إيالة اليمن        | زبيد ثم صنعاء | - اليمن - السعودية                               | 1517-1538 | 1540        |        |
| 5       | إيالة بحر سفيد     | جاليبولي      | - تركيا - اليونان                                | 1354-1522 | 1533        |        |
| 6       | إيالة الجزائر      | الجزائر       | - الجزائر                                        | 1516      | 1533        |        |
| 7       | إيالة بغداد        | بغداد         | - العراق - إيران                                 | 1534      | 1535        |        |
| 8       | إيالة وان          | وان           | - تركيا - إيران                                  | 1533      | 1548        |        |
| 9       | إيالة البصرة       | البصرة        | - العراق - الكويت                                | 1538-1546 | 1546        |        |
| 10      | إيالة الإحساء      | القطيف        | - السعودية - قطر - الكويت                        | 1550      | 1555        |        |
| 11      | إيالة بودين        | بودا          | - المجر                                          | 1526-1541 | 1541        |        |
| 12      | إيالة طرابلس الغرب | طرابلس        | - ليبيا                                          | 1551      | 1556        |        |
| 13      | إيالة تمشوار       | تيمشوار       | - رومانيا - صربيا - المجر                        | 1552      | 1552        |        |
| 14      | إيالة الحبشة       | سواكن ثم جدة  | - السودان - إرتريا - جيبوتي - السعودية - الصومال | 1555-1557 | 1557        |        |
| 15      | إيالة شهرزور       | شهرزور        | - العراق - إيران                                 | 1554      | ؟؟          |        |

## تطوير البحرية العثمانية
كانت البحرية العثمانية قد نمت نموًا كبيرًا منذ أيام السلطان بايزيد الثاني، وأصبحت مسؤولة عن حماية مياه البحار التي تطل عليها الدولة، وفي عهد سليمان ازدادت قوة البحرية على نحو لم تشهده من قبل بانضمام «خير الدين برباروسا»، وكان يقود أسطولاً قويًا يهاجم به سواحل إسبانيا والسفن الصليبية في البحر المتوسط، وبعد انضمامه إلى الدولة منحه السلطان لقب «قبودان».
وقد قام خير الدين بربروس -بفضل المساعدات التي كان يتلقاها من السلطان سليمان القانوني- بضرب السواحل الإسبانية، وإنقاذ آلاف من المسلمين في إسبانيا، فقام في سنة 935هـ - 1529م بسبع رحلات إلى السواحل الإسبانية لنقل سبعين ألف مسلم من قبضة الحكومة الإسبانية.
وقد وكل السلطان إلى خير الدين بربروس قيادة الحملات البحرية في غرب البحر المتوسط، وحاولت إسبانيا أن تقضي على أسطوله، لكنها تخفق في كل مرة وتتكبد خسائر فادحة، ولعل أقسى هزائمها كانت معركة بروزة سنة 945هـ - 1538م.
عند توليه منصبه، قام خير الدين بربروس بإعادة بناء الأسطول العثماني ليبلغ عدد سفنه مجموع سفن أساطيل الدول المتوسطية مجتمعة.
وقد انضم أسطول خير الدين بربروس إلى الأسطول الفرنسي في حربه مع الهابسبورغ، وساعد الفرنسيين في استعادة مدينة نيس 950هـ - 1543م بالإضافة إلى جزيرة كورسيكا.
واتسع نطاق عمل الأسطول العثماني فشمل البحر الأحمر، حيث استولى العثمانيون على سواكن ومصوع، وأخرج البرتغاليين من مياه البحر الأحمر، واستولى العثمانيون على سواحل الحبشة؛ مما أدى إلى انتعاش حركة التجارة بين آسيا والغرب عن طريق البلاد الإسلامية.

### معركة بروزة
معركة بروزة هي معركة هائلة تحركت لها أوروبا استجابة لنداء البابا في روما، فتكونت حملة صليبية من أسطول مكون من أكثر من 600 قطعة بحرية. منها 302 سفينة حربية كبيرة تحمل نحو ستين ألف جندي من إسبانيا والنمسا والبندقية، ويقوده قائد بحري من أعظم قادة البحر في أوروبا هو أندريا دوريا من جنوة وسمي هدا الجيش فرسان القديس يوحنا. أما البحرية العثمانية فتكونت من 122 سفينة تحمل عشرين ألف جندي. يقودهم خير الدين بربروس. استمرت المعركة خمس ساعات دمرت خلالها 13 سفينة من سفن التحالف الأوربي بالكامل بمن عليها من بحارة وأسر 36 سفينة أخرى و3000 أسير أوربي بينما لم يفقد الجيش العثماني> أي سفينة. كما تم عطب أكثر من مئة وعشر سفن أوربية. ضمن هذا النصر السيطرة العثمانية على البحر المتوسط لفترة طويلة. ولأهمية هذه المعركة يعتبر يوم وقوع معركة بروزة هو يوم البحرية التركية.

## المعاهدات التي عقدها
بما أن الدولة العثمانية في عهد القانوني خاضت العديد من الحروب في الشرق والغرب مع الصفويين والبرتغاليين والمجريين وغيرهم فإنها نتيجة لذلك عقدت العديد من الاتفاقيات.

### معاهدة إسطنبول (1533)
هي معاهدة جرت بين الدولة العثمانية وأرشدوقية النمسا تم عقدها في 22 يوليو عام 1533.
نصت المعاهدة على دفع النمسا جزية قدرها 30000 دوقية ذهبية سنويا للدولة العثمانية. وألا يطلق لقب إمبراطور إلا على الخليفة العثماني، أما سواه من ملوك أوروبا فيكونون موازين للصدر الأعظم في الخلافة العثمانية. السبب الذي دفع السلطان سليمان إلى توقيع المعاهدة رغم أن جيوشه كانت في قلب أوربا وتهدد جميع ممالكها أن الشاه الصفوي جمع جيشا وسار به نحو بغداد مستغلا انشغال القانوني بحصار فيينا ورغم ذلك استطاع سليمان القانوني فرض شروطه في هذه المعاهدة.

### معاهدة أماسيا عقدها عام 1555
وهي أول معاهدة رسمية بين الدولة الصفوية والدولة العثمانية، وتم بموجبها تعيين الحدود بينهما.
تم توقيع هذه الاتفاقية بعد أن هزم الجيش العثماني الدولة الصفوية وتمكن من دخول عاصمتهم تبريز بقيادة سليمان القانوني والصدر الأعظم إبراهيم باشا.

### معاهدة إسطنبول 1547
وقعت بين الدولة العثمانية وأرشدوقية النمسا والإمبراطورية الرومانية المقدسة في 19 يونيو 1547، وهذه أول اتفاقية وقعت بين الدولة العثمانية والإمبراطورية الرومانية المقدسة. ووفقا لتلك الاتفاقية التي مدتها خمس سنوات، فإن الأراضي المجرية التي كانت تحت سيطرة العثمانيين تبقى لديهم، وأن الأماكن التي تقع تحت سيطرة النمسا وموجودة في المجر سترسل جزية سنوية 30 ألف دوقة للدولة العثمانية، وأن الطرفان لن يهاجما بعضهما بعضا خلال فترة الهدنة، وأنهم سوف يمارسون التجارة الحرة بين الطرفين بعد دفع الضرائب المحددة المعروفة في القوانين التجارية.
في عام 1551م قامت النمسا بنقض الاتفاق مع الدولة العثمانية وذلك بهجومها على أدرنة لكن الجيش العثماني تمكن من صدهم وفتح عدة قلاع.

## المدن التي وصل إليها
بما أنه كان يقود إمبراطورية مترامية الأطراف وقد قاد عدة حملات في مناطق مختلفة لإخضاعها لدولته فقد دخل القانوني عدة مدن أثناء حملاته العسكرية أشهر تلك المدن:
- بلغراد: وصل إليها في عام 1521 وتمكن من فتحها وضمها للدولة العثمانية.[111] وصلى صلاة عيد الفطر في بلغراد في أثناء حملته لمعركة موهاج. وذلك عام 1526م 932ه.[112]
- بودابست: وصل السلطان سليمان القانوني إلى بودابست عاصمة المجر، فدخلها في (3 من ذي الحجة 932 هـ = 10 سبتمبر 1526 م)، ودخل المدينة بعيد الأضحى في سراي الملك في أثناء حملته لمعركة موهاج. مكث الخليفة في المدينة ثلاثة عشر يومًا ينظم شؤونها، وعين جان «زابولي» أمير ترانسلفانيا ملكًا على المجر التي أصبحت تابعة للدولة العثمانية، وعاد الخليفة إلى عاصمة بلاده بعد أن دخلت المجر للدولة العثمانية وتقلص نفوذ الملك الإسباني.[113][114][115][116]
- تبريز: كانت تعد عاصمة الدولة الصفوية، انطلق السلطان سليمان من إسطنبول متجهًا نحو تبريز حيث الجيش العثماني كان متواجدا هناك وقد فتحها الصدر الأعظم إبراهيم باشا. ووصل الخليفة بتاريخ 28 أيلول / سبتمبر 1534.[117]
- بغداد: وصل السلطان العثماني سليمان القانوني إلى بغداد بتاريخ 28 تشرين الثاني / نوفمبر 1534، وعقب وصوله فورًا أعلن بغداد ولاية عثمانية وعين لها واليا عثمانيا وأتبعه بجنود عثمانيين لحمايتها من الصفويين.[117]
- فيينا: وصل إلى أسوارها مرتين في محاولة لفتحها لكنه فشل في ذلك المرة الأولى كانت عام 1529 والمرة الثانية عام 1532 واضطر سليمان القانوني للعودة لأن الصفويين استغلوا وجوده في أقصى غرب أوروبا وبعده عن مركز خلافته فقاموا بالهجوم على بغداد فاضطر الجيش العثماني للانسحاب للسيطرة على بغداد.[118][119][120]
- حلب وذلك في 8 نوفمبر 1533 استعدادا للحملة الثالثة على الدولة الصفوية. وبقي في هذه المدينة خمسة أشهر.[121] كذلك قام بعدة زيارات لهذه المدينة غير هذه الزيارة.[122]

## سليمان القانوني والبيئة
في عام 1539 م/898ه أصدر الخليفة سليمان القانوني أول لائحة قانونية للحفاظ على البيئة في أوربا وفي عهده وُجد موظفون مختصون بالحفاظ على نظافة البيئة، وكان يطلق عليهم اسم «جوبلوك صوباشيسي»، رغم أن هذه المواد تبدو من المسلمات في هذا العصر إلا أنها في ذلك الوقت لم تكن كذلك في أي بقعة من العالم. وهذه بعض المواد من اللائحة التي أصدرها السلطان سليمان القانوني:
- المادة الأولى: ضرورة المحافظة على نظافة المناطق المحيطة بالمساكن وبالدكاكين.
- المادة الثانية: ضرورة الاهتمام بنظافة المحلات العامة كالحمامات والخانات.
- المادة الثالثة والرابعة: ضرورة قيام البقالين وأصحاب المهن الأخرى بنقل الفضلات والمياه الوسخة إلى خارج المدينة.
- المادة العاشرة: عدم السماح لأصحاب العربات بإيقاف عرباتهم أمام المنازل والدكاكين بل إيقافها في محلات وقوف خاصة.

وهذه بعض المواد القانونية الواردة في لائحة «المحظورات بخصوص نظافة البيئة» المرسلة من السلطان سليمان إلى شعبة مدينة أدرنة:
- عدم رمي الأزبال والأوساخ أمام البيوت والدكاكين ورفع ما رمي منها.
- على موظف صوباشي إبداء غاية الاهتمام بنظافة الأسواق ومحلات السكنى وإجبار أصحاب البيوت والمحلات على رفع الأوساخ القريبة من بيوتهم ومحلاتهم وفي حال قول بعضهم إني لم أرم هذه الأوساخ البحث عن الفاعل وإجباره على تنظيف المكان.
- يمنع القائمون على غسل الملابس وكذلك القائمون على فصد الدم سكب المياه القذرة والدماء على الطرق العامة بل يجب نقلها إلى الخلوات.
- يمنع الطباخون وبائعو رؤوس الأغنام المشوية والسراجون من رمي الأعشاب وفضلات الحيوانات على الطرق ويجبرون على نقلها إلى الخلوات.
- يمنع أصحاب العربات من تقديم العلف لحيواناتهم في دكاكين الحدادين ومنعلي الخيول وعليهم بعلفها مسبقا في الخان وإن اضطروا لعلفها في هذه الدكاكين فعليهم القيام بتنظيف المكان وإلقاء الأوساخ في أماكن خالية خارج المدينة.[123][124][125][126]

## رفق سليمان القانوني بالحيوان
بعد أن أنشأ العديد من المساجد والخانات والحمامات والقلاع لخدمة رعاياه أمر القانوني بإنشاء بيوت للطيور لحمايتها من البرد وتأمين مأوى لها. كذلك في عام 1550، أصدر السلطان سليمان القانوني قرارًا وأعلن فيه منع زيادة الثقل على الحيوانات أثناء إنشاء جامع السليمانية. كما كانت الأحصنة التي تحمل ثقلا ترتاح في يوم الجمعة، ولا يركب عليها أحد حتى ترتاح جيدا.

## التعليم في عهده
كان التعليم مجالا مهما للسلطان. منحت مدارس المساجد والتي تمولها المؤسسة الدينية تعليما مجانيا لأطفال المسلمين وكانت متقدمة على تلك في الدول النصرانية في ذلك الوقت. في العاصمة، زاد سليمان عدد المدارس إلى أربعة عشر تعلم الصغار القراءة والكتابة ومبادئ الإسلام. وأمكن للأطفال الذين رغبوا مواصلة تعليمهم الشروع في واحدة من ثمانية مدارس جامعة، والتي شملت شعبها قواعد اللغة والميتافيزيقيا والفلسفة وعلم الفلك والتنجيم. منحت المدارس الجامعة العليا تعليما بدرجة جامعات اليوم، وأصبح خريجوها أئمة أو معلمين. شملت المراكز التعليمية في كثير من الأحيان واحدا من المباني العدة المحيطة بباحات المساجد أما المباني الأخرى فكان بها المكتبات وقاعات الطعام والنوافير ومطابخ الحساء والمستشفيات لصالح العامة. وعلى إثر شعور الدولة العثمانية بضرورة التطور في العلوم الرياضية والطبية أقام السلطان أربع مدارس لعلوم الرياضيات ومدرسة للطب ومدرسة دار الحديث، وفي عام 1557 م تم إنشاء كلية السليمانية بإشراف المعمار سنان، وحسب ما روى المؤرخ (باجوي) عمل في بناء الكلية 3523 عامل وتم صرف مبالغ كبيرة عليها وتم نقل مختلف أنواع الأحجار والأعمدة إليها من جزيرة بوزجه وازميت وغزة ولبنان وغيرها من المدن، وقُسّمت الكلية إلى 15 قسماً، من بين أقسامها الجامع ومدرسة الطب ومشفى الأمراض العقلية، ومدرسة الحديث والمطبعة ودار الضيافة وضريح معمار سنان.
وأنشأ المدارس المجانية لعموم الرعية وطور مراكز التعليم ورفعها إلى مصاف الجامعات
ففي منتصف القرن السادس عشر كان في الأناضول مئات المدارس التي تخرج القضاة. وفي عام 1529 كان يوجد في أدرنة أربع عشرة مدرسة. بعد إنشائه للعديد من المدارس وضع لها نظاما للدراسة والعمل فيها؛ فقد نظّم السلطان سليمان التعليم في تلك المدارس في اثنتي عشرة درجة، ولكل درجة اسمها الخاص، وعلى كل طالب أن يحصل على «إجازة» قبل أن ينتقل إلى الدرجة التالية، وعندما يصل إلى الدرجة السادسة «صحن الثمان» فإنه يُسمح له أن يعمل «مساعد مدرس» في الدرجات الأولى، ويعيد مع الطلاب ما كانوا قد أخذوه من أساتذتهم، ويُسمى «معيدًا». وفي هذه الحالة يتوقف عن كونه «صوفته» أي متشوق للعلم، وإذا أراد أن يصل لمنزلة «المدرس» عليه أن يُتابع تعلمه في الدرجات الست الأعلى المتبقية، والحصول على «إجازاتها»، وإذا تمكن من الحصول على هذه التراتبية الأكاديمية، كان عليه أن يبدأ التدريس في المرحلة الدنيا، ثم يرتقي تدريجيًا نحو العليا، عبر الدرجات التسع الأولى من أصل الاثنتي عشرة درجة، ولا يصبح مرشحًا لمنصب «الملاّ» أو «القاضي الكبير» إلا بعد الوصول إلى الدرجة التاسعة من التدريس على الأقل.
ونتيجة للاهتمام بالتعليم في عام 1539 كانت تجرى في مدينة عينتاب وهي في المناطق النائية في الأناضول عمليات جراحية في الكلية. كان المتخرج من المدارس العثمانية يتقن العديد من اللغات والمهارات فمن يريد التقدم لوظيفة إمام مسجد عليه أن يكون متقنا للغة العربية والتركية والفارسية واللاتينية كذلك عليه أن يكون فاهما للفقه والسيرة والقرآن وتاريخ الإسلام مجيدا للفروسية والمبارزة بالسيف، مع العلم أن هذه الوظيفة لا تتطلب مهارات واختصاصات كبيرة مثل القاضي والوالي.

### أهم العلماء العثمانيين في عهده
- تقي الدين الشامي ولد في دمشق عام 1526 وتوفي عام 1585.[138] وهو عالم ميكانيكي وفيزيائي وهو أول من اخترع ساعة تقيس الوقت بالدقائق.[139] كذلك اخترع أول نموذج لمحرك بخاري.[140] ألف أكثر من 90 كتابًا في شتى المواضيع المختلفة، والتي تشمل: علم الفلك، وصناعة الساعات، والهندسة، والرياضيات، والميكانيكا، والبصريات، والمنطق.[141]

## القانوني والأدب
كان يتقن اللغة العربية ويحفظ الكثير من سور القرآن الكريم ويحفظ أشعار المتنبي والبحتري وجرير وأبي فراس وأبي تمام، وكان يكتب الشعر باللغتين العربية والتركية. يحتفظ سليمان القانوني بلقب أكثر من كتب شعرًا على بحر الغزل بين الشعراء الكلاسيكيين، وبفارق كبير. ومن المتّفق عليه بين الدارسين أن عظمة شاعريته كانت مساوية لعظمة قيادته العسكرية والإدارية. واستخدم القانوني اسم «مُحبي» الفني، ولضرورة الوزن استخدم أحيانا أسماء؛ محب، والسلطان سليمان، ومفتوني، وعاجزي. يتضمن ديوانه 2779 قصيدة على بحر الغزل، بينما لم يكتب الشاعر «زاتي» أشهر الشعراء الكلاسيكيين سوى 1825 قصيدة فقط. وهكذا يعتبر القانوني صاحب الرقم القياسي بكتابة قصائد على هذا البحر. كما أن أكثر شعراء العالم التركي علي شيرنوائي بقي عند الرقم 2616 قصيدة على بحر الغزل. وبذلك يتخلف عن رقم القانوني بمائة وست وستين قصيدة.
كتب بالفارسية قصائد كثيرة لو جمعت لعادلت ديوانا بأكمله، وقد طبعت السّلطانة عادلة بنت محمود الثاني قسما مؤلفا من 875 قصيدة من ديوان محبّي سنة 1899 م تقديرا لجدّها. ويذكر المؤرخ الأديب التركي أميل جلبي أوغلو أن القانوني ينبغي أن يُعد أحد كبار الشّعراء الذين كتبوا في الشّعر العثماني. رفع القانوني من مكانة الأدباء والعلماء والشعراء واستضافهم في قصره، واستمتع بمسامراتهم واصطحبهم معه في ترحاله، وعمل على إسعادهم. ويقول لطيفي في مذكراته " الكلمات البليغة التي تنتظم في خلجات قلبه أثناء أعمال السلطنة تشبه عقدا من اللؤلؤ، ووجدت مكانة وشهرة بين المثقفين وفي لغات العالم كلها. بأداء مرهف وكلمات ملونة نظم قصائد على بحر الغزل الجميل بالفارسية والتركية. ويذكر إسماعيل حقي أوزون تشارشيلي في إحدى مقالاته بمجلة «التاريخ التركي» أن القانوني كان فنانا في الخط، ويكتب خط التعليق بشكل جميل. ويلاحظ أنّه كان يستخدم هذا الخط في خطاباته. رعى القانوني أرباب العلم والفن بشكل دائم وأمر علاء الدين جلبي بترجمة كتاب كليلة ودمنة أحد أهم آثار الأدب الهندي، وجاء في مقال لـ «كوك بلغين» في الموسوعة الإسلامية التركية أن القانوني قرأ الترجمة المقدمة له باسم «سيرة سلطانية» في ليلة واحدة، وكافأ المترجم بتعيينه قاضيا على بورصة وهو منصب يحتاج في الأحوال العادية إلى سبع سنوات خدمة لبلوغه. كما أمر شاعرًا يدعى ضعيفي بترجمة كتاب «إلباسه لباسا روميا» من الفارسية إلى التركية، هو كتاب سياسي نموذجي، ويمكن اعتبار عمله هذا محاولة على طريق تشكيل فلسفة الدولة من خلال الرسائل وأخبار الشعراء. وبالإضافة إلى ما تقدم فقد ترجم مراد بك أحد مترجمي القصر السلطاني كتاب الفيلسوف والخطيب الرومي شيشرون وقدمه للقانوني. واسم الكتاب باللاتينية هو "De Senectute" وترجمه بعنوان كتاب «مديح الشيخوخة». كان يغلب على أشعاره الزهد والتدبر والتفكر، والخشوع والخضوع لله. و عند وفاة والدته رثاها بعدد من القصائد.
حديثا أعلنت تركيا عن إقامة معرض ينشر فيه أشعار القانوني التي كتبها إلى زوجته بعد أن قام بعض الباحثين المختصين بجمعها من مئات المصادر والمراجع المختلفة.

## التطور الحضاري
كان السلطان سليمان القانوني شاعرًا كتب قصائده تحت الاسم الأدبي «مُحبّي». وخطاطًا يجيد الكتابة، وملمًا بعدد من اللغات الشرقية من بينها العربية، وكان له بصر بالأحجار الكريمة. وقد قام القانوني بدعم المبدعين والفنانين فارتقت الفنون والآداب ونبغ عدد كبير من الأعلام في ذلك العصر.

### العمارة في عهده

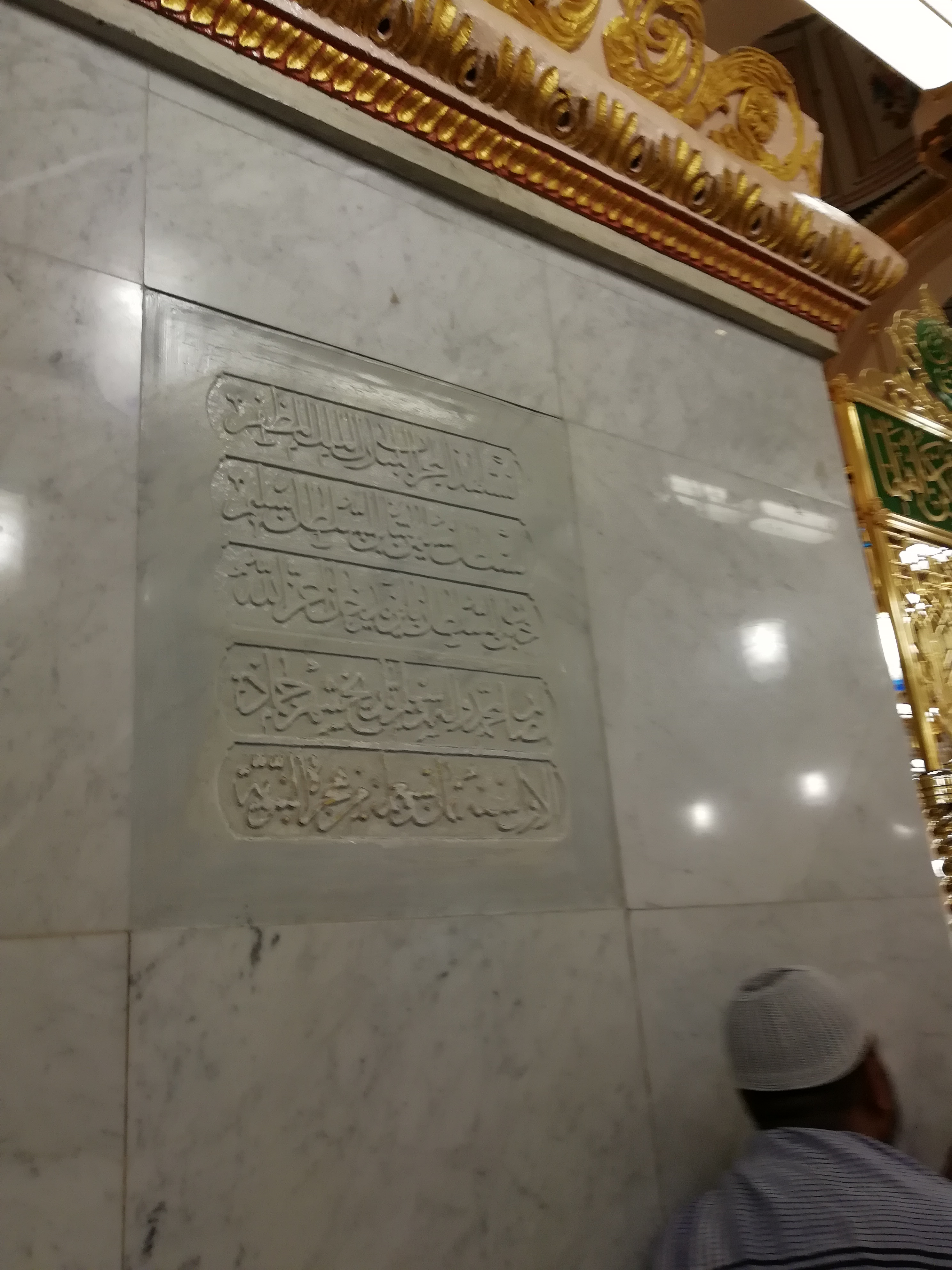
لوحة سليمان القانوني على ظهر المحراب بالمسجد النبوي بالمدينة المنورة. على حائط المحراب الخلفي خمسة أسطر بالخط الثلث المملوكي: (أنشأ هذا المحراب المبارك الملك المظفر السلطان سليمان شاه بن السلطان سليم خان بن السلطان بايزيد خان أعز الله أنصاره بمحمد وآله بتاريخ جمادى الأولى سنة ثمان وتسعمائة من الهجرة النبوية). وقد أثبت البرزنجي أن التاريخ المذكور وقع فيه خطأ والصحيح ما أثبتناه وهو 938هـ.

قام سليمان القانوني بالعديد من أعمال التشييد، ففي عصره بنى مدينة السليمانية بالعراق العجمي على انقاض قرية قديمة. فقد كان القانوني مغرمًا بالبناء والتشييد، فظهر أثر ذلك في دولته، فأنفق بسخاء على المنشآت الكبرى فشيد المعاقل والحصون في رودس وبلغراد وبودا، وأنشأ المساجد والصهاريج والقناطر في شتى أنحاء الدولة العثمانية، وبخاصة في دمشق ومكة وبغداد، غير ما أنشأه في عاصمته من روائع العمارة. وفي عهد القانوني عاش معمار سنان وبنى الكثير من الأبنية المعمارية بأمر من سليمان القانوني، ومن الأبنية التي شيدت في عهده:
- مسجد سليمان القانوني، بني المسجد بأمر من السلطان سليمان وأشرف على البناء معمار سنان وذلك بين 1550-1557.[152][153][154][155][156][157]
- مسجد سليم الأول، بني بأمر من السلطان سليمان القانوني تكريما لذكرى والده واستمر البناء سبع سنوات من عام 1520 حتى 1527.[158]

- جامع شاه زاده، أمر ببنائه السلطان سليمان القانوني تكريًما لذكرى ابنه شاهزاده (الأمير) «محمد بن سليمان القانوني».[159] الذي توفي في عمر يناهز 22 عاما، نفذه المهندس العثماني معمار سنان ببراعة [160]، وصنع منه تحفة معمارية [161]، اُعتُبرت اتجاها جديدا في فن العمارة العثمانية.[162]
- مجمع السليمانية، قال عنه معمار سنان إنه واحد من أبرز معالمه المعمارية التي يتباهى بها.[163]

تبلغ مساحته الإجمالية 70 دونما.
ويحوي عدة مدارس ومكتبة السليمانية ومسجد سليمان القانوني.
- جامع رستم باشا، بني بأمر من الصدر الأعظم رستم باشا في العام 1561. يتميز هذا المسجد بالبلاط الناعم الذي يغطي الجدران الداخلية والخارجية.[165] أشرف على بنائه المعماري العثماني معمار سنان[166][167]
- تكية هرباتي بابا، وهي مكان أنشئ للفقراء في مقدونيا عام 1538 ومساحتها 26.7 ألف متر مربع وفي عام 2017 أعلنت تركيا أنها تستعد لترميمها.[168][169][170][171]
- التكية السليمانية أمر ببنائها السلطان سليمان في دمشق.[172] وكانت تخدم عابري السبيل والفقراء والحجاج في طريقهم وتؤمن لهم الطعام والمأوى والتعليم للفقراء[173] تبلغ مساحتها أحد عشر ألف متر مربع وأقيمت في مكان قصر الظاهر بيبرس الذي هدمه تيمورلنك وأنشئت عام 1554.[174] وهي من تصميم معمار سنان.[175]
- في عهده تم بناء أربعة جسور على أنهار مدينة سراييفو وهي:

1. الجسر الروماني بين 1530-1556.
2. جسر تشوموريا 1556.
3. جسر تشابانيا 1557.
4. الجسر اللاتيني فوق نهر ميليا تسكا 1565.[176] يعتبر الجسر اللاتيني من أشهر المعالم السياحة في سراييفو.[177]

- جسر كريفا في مدينة موستار بني على نهر رادوبوليا عام 1558 تحت إشراف المعماري التركي تشيفان كاتودا. يقال إن هذا الجسر بني على شكل تجربة قبل بناء الجسر القديم ستاري موست. وهو تحت حماية منظمة اليونيسكو.[178]
- جسر ستاري موست بني في مدينة موستار في البوسنة وهو من أشهر معالم المدينة.[179][180] بني بين عامي 1557 و1566 على نهر نيريتفا بأمر من السلطان سليمان القانوني تحت إشراف المعماري العثماني معمار خير الدين الذي هو تلميذ المهندس المعماري الشهير معمار سنان. بني من الحجر الجيري الأبيض بطول 29 متر وارتفاع 20 متر على شكل قوس. في عام 1993 قام الجيش الكرواتي بتدمير الجسر أثناء حرب البوسنة. لكن أعيد تجديده عام 2004 ويعتبر رمزا لمدينة موستار وهو تحت حماية منظمة اليونيسكو.[181]

وقد بني في عهده عدد من الخانات في كامل الدولة العثمانية، منها في سوريا العثمانية فقط:
- خان الشونة بني عام 1546 في مدينة حلب من قبل والي حلب.[182][183]
- خان الخياطين في دمشق يعرف أيضا بـخان الجوخية الذي يقع في «سوق الخياطين» المشهور، أنشأه والي دمشق «أحمد شمسي باشا» في عام 960 هـ 1554م كما هو مثبت في الكتابة المنقوشة على باب الخان.[184] وهو من أوائل الخانات التي شيدت في دمشق أثناء حكم الدولة العثمانية.[185]
- خان أفاميا بني في مدينة حماة لاستراحة الحجاج وتبلغ مساحته سبعة آلاف متر مربع.[186] ينسب البعض هندسة الخان إلى معمار سنان.[187]
- خان رستم باشا بني عام 1556 ومساحته4500 متر مربع.[188][189][190]

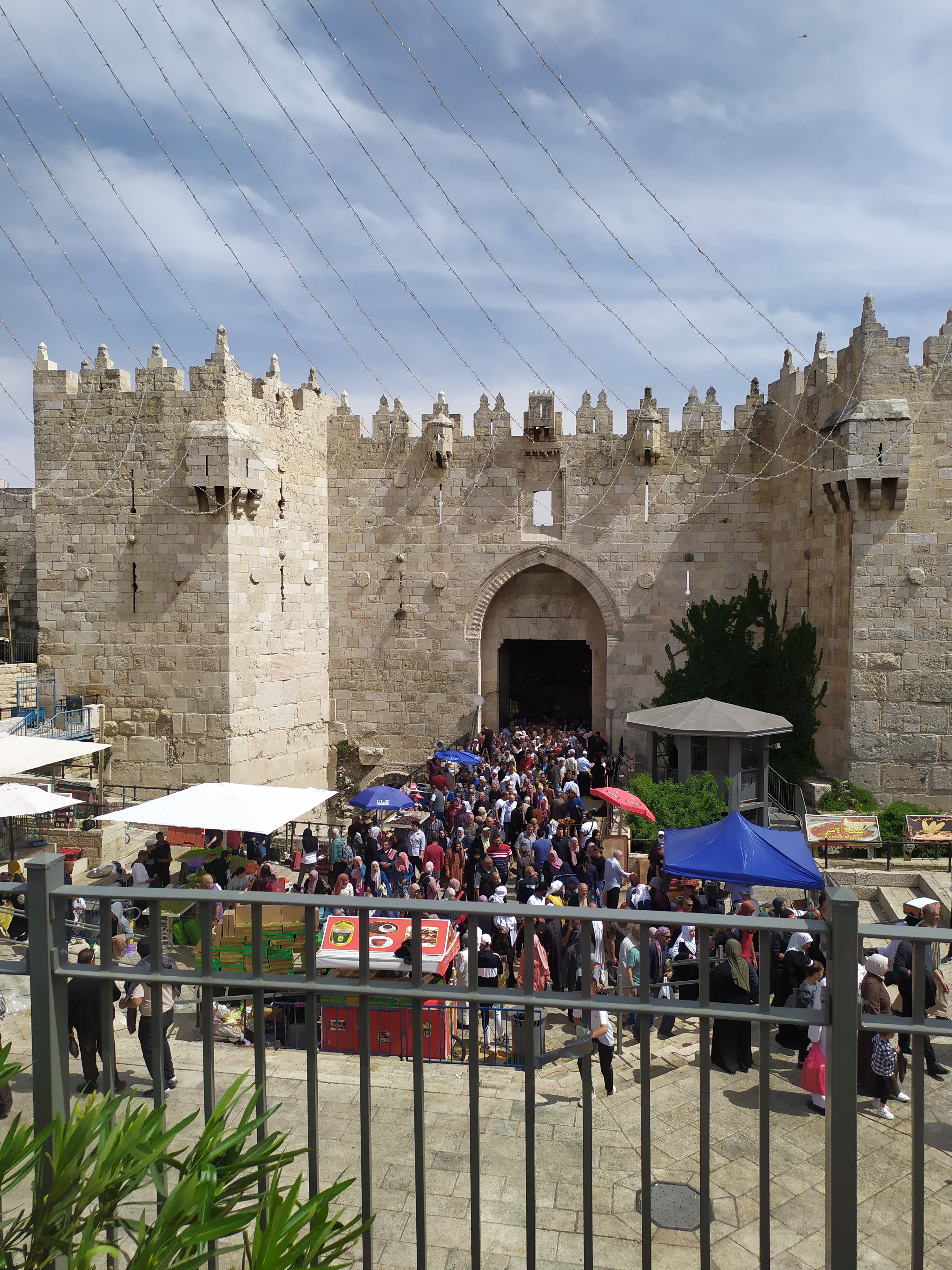
باب العامود في سور القدس، من أعمال السلطان العثماني سليمان القانوني

- باب العامود في سور القدس، من أعمال السلطان العثماني سليمان القانونيكذلك اهتم بالعمارة في مدينة القدس فأمر سليمان القانوني بإعادة تجديد وتحصين سور القدس وذلك لتوفير الأمن والاستقرار فيها وذلك بعد أن وطد الأمن في ربوع الدولة العثمانية.[191] واستعان بأفضل المهندسين لأجل هذا الغرض.[192]
- كذلك أمر السلطان بتجديد عدد من الأسبلة الموجودة في القدس وببناء عدد جديد من الأسبلة.[193]
- منها سبيل سليمان الذي أمر ببنائه 1536 ويقع في الساحات الشمالية للمسجد الأقصى.[194]
- كذلك تم بناء خمسة أسبلة غير هذا السبيل في عهده وذلك في مدينة القدس وحدها.[195]
- برك سليمان التي تتسع لما يقارب 2.4 مليون متر مكعب من المياه.[196] وكانت هذه البرك تزود مدينة بيت لحم كذلك مدينة القدس وخاصة المسجد الأقصى بالمياه لعدة قرون.[197]
- تكية خاصكي سلطان بنيت بعد أن زارت زوجة السلطان سليمان وهي روكسلانا مدينة القدس عام 1552.وأمرت بإنشاء مجمع خيري كبير.[198] بعد أن رأت أعداد المصلين والطلاب الكبير في المسجد الأقصى وكانت تقدم الطعام والدعم لخمسة آلاف إلى عشرة آلاف شخص.[199] ومازالت قائمة إلى الآن وتقدم الطعام لعدد من الفقراء وعابري السبيل.[200]

ووقفت على هذه التكية أوقاف كثيرة.
كما أمر ببناء المساجد والجسور والخانات وأسبلة المياه كذلك أمر ببناء عدد من الحمامات منها:
- حمام آيا صوفيا بني عام 1556 بأمر من السلطان سليمان القانوني بعد أن طلبت زوجته حرم سلطان حماما وأشرف على بنائه معمار سنان.[202][203]

استخدمته زوجة السلطان سليمان مرتين فقط. ثم أصبح حماما للسلاطين يستحمون فيه. وهو أكبر وأقدم حمام في إسطنبول.
- حمام حرم سلطان بناه معمار سنان وبنى بجانبه خان ومسجد في قونية وسط الأناضول بناءً على طلب من حرم سلطان زوجة السلطان سليمان القانوني. وبقي الحمام مستخدما حتى سبعينيات القرن العشرين ثم رمم وحول إلى متحف عام 2015 وهو يحوي الآن أكثر من خمسمئة أداة كانت مستخدمة أثناء حكم الدولة العثمانية.[207]
- اهتم السلطان القانوني بالحجاج وتأمين الحماية والماء لقوافل الحجاج كغيره من سلاطين الدولة العثمانية ففي طريق قافلة الحج الشامي أمر ببناء أربع قلاع لحماية الحجاج وأمر بحفر العديد من الآبار.[208]

### المنمنمات العثمانية

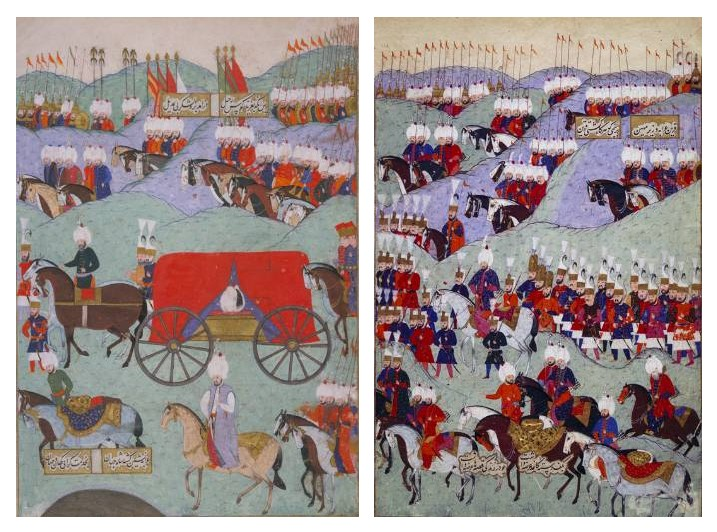
منمنمة عثمانية من كتاب تاريخ السلطان سليمان (987 هـ \ 1579 م) تصور جنازة السلطان سليمان القانوني.

في عهده وصل فن المنمنمات العثمانية إلى أوجه. وقد قدّم «عارفي» وثائق الحوادث السياسية والاجتماعية التي جرت في عصر سليمان القانوني في منمنمات زاهية. وظهر في عهد السلطان سليمان عدد من العلماء، في مقدمتهم: أبو السعود أفندي صاحب التفسير المعروف باسم «إرشاد العقل السليم إلى مزايا الكتاب الكريم».

### الخط
في عهده تطور فن الخط وبلغ إلى درجات عالية بل إن الخليفة نفسه كان خطاطا. فعلى الرغم من أنه كان يحكم نصف العالم إلا أن ذلك لم ينسه حظه من القرآن، فقد كتب القرآن بخط يده ثماني مرات وما زالت هذه المخطوطات موجودة حتى الآن في الأرشيف العثماني. كذلك ظهر في عهده أشهر الخطاطين العثمانيين وهو أحمد قره حصاري. الذي قام بالتخطيط على جدران مسجد سليمان القانوني. كذلك كتب نسخة من القرآن وأهداها لسليمان القانوني هناك نسخة من القرآن استمر أحمد قره حصاري في كتابتها أربعين عاما أهدتها تركيا حديثا لمجلس الأوقاف في القدس على أن تعرض في المسجد الأقصى.

## القانون والإدارة

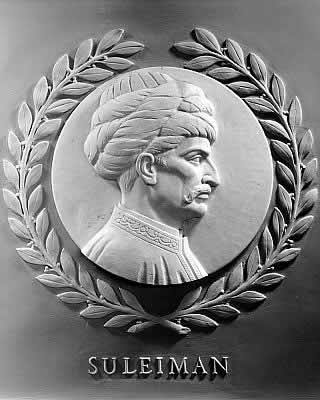
نقش غائر لسليمان يزين مجلس النواب الأمريكي. وهو واحد من النقوش الثلاثة والعشرين التي تكرم ساني القوانين عبر التاريخ.

غير أن الذي اشتهر به واقترن باسمه هو وضعه للقوانين التي تنظم الحياة في دولته الكبيرة. حيث كان القانون السائد في الإمبراطورية هو الشريعة الإسلامية وكان تغييرها خارج صلاحيات السلطان. حتى ظهر قانون سليمان الذي غطى مجالات القانون الجنائي وحيازة الأراضي والجبايات. جمع فيه جميع الأحكام التي صدرت من قبل السلاطين العثمانيين التسعة الذين سبقوه. وبعد القضاء على الازدواجية والاختيار بين التصريحات المتناقضة، أصدر مدونة قانونية واحدة، وراعى فيها الظروف الخاصة لأقطار دولته، على سبيل المثال في عام 1525 أصدر السلطان قانون نامة مصر لتنظيم أمور إيالة مصر. وحرص على أن تتفق مع الشريعة الإسلامية والقواعد العرفية، وأن يكون لها أدلة من القرآن وحديث رسول الله. ففي أحد القوانين التي أصدرها نبه على ضرورة إقامة قواعد الشرع وعدم السكوت على المنكرات وإن كانت مما يدر دخلا للأمة. كانت هذه الإصلاحات في إطار سعي سليمان، بدعم من المفتي أبو السعود أفندي، إلى إصلاح التشريع للتكيف مع تغيير الدولة العثمانية السريع. حينما وصل القانون إلى شكله النهائي سمي القانون العثماني (التركية: kanun‐i Osmani) أو قانون السلطان سليمان (بالتركية العثمانية: قانون نامه سلطان سليمان) وبقي جاريا العمل به قرابة ثلاثمئة سنة أي حتى مطلع القرن الثالث عشر الهجري - القرن التاسع عشر الميلادي، كما جعل أكبر الوظائف العلمية وظيفة المفتي، وقسم جيش الإنكشارية إلى ثلاث رتب بحسب سنين خدمتهم.
ولم يطلق الشعب على السلطان سليمان لقب القانوني لوضعه القوانين، وإنما لتطبيقه هذه القوانين بعدالة، ولهذا يعد العثمانيون الألقاب التي أطلقها الأوروبيون على سليمان في عصره مثل: الكبير، والعظيم، قليلة الأهمية والأثر إذا ما قورنت بلقب القانوني الذي يمثّل العدالة.
| ”            | لم يكن قائدا عسكريا عظيما فقط، رجل سلاح، كما كان أبوه وجد جده من قبله بل اختلف عنهم لأنه كان رجل قلم. كان مشرعا عظيما، يقف أمام قومه كحاكم نبيل المشاعر وناصر للعدالة شهم. | “ |
| —لورد كينروس | |   |

وكان من القوانين التي سنها القانوني أيضا: السماح للانكشارية بخوض الحروب بدون خروج الخليفة على رأسهم، والسماح للوزراء بتداول شؤون الدولة في وجود الصدر الأعظم على رأسهم مندوبا عن السلطان.
أعطى سليمان اهتماما خاصا لحالة الرعايا العاملين في أراضي السباهي. حيث عدل قانون الرعايا الذي يحكم الجبايات والضرائب التي يدفعها الرعايا ورفع مكانتهم فأصبحوا أحسن من الأقنان إلى حد أن الأقنان النصارى في البلدان النصرانية هاجروا إلى الدولة العثمانية للاستفادة من الإصلاحات. لعب السلطان دورا هاما في حماية يهود إمبراطوريته لقرون تالية.
وعلاوة على ذلك، سن سليمان قانونا جنائيا جديدا وقانون شرطة جديدا، يحث على مجموعة من الغرامات على المخالفات الخاصة، فضلا عن الحد من الحالات التي تتطلب القصاص أو التشويه. في المجال الضريبي، كانت الضرائب مفروضة على عدة سلع ومنتجات منها الحيوانات والمعادن والأرباح التجارية ورسوم الاستيراد والتصدير. بالإضافة إلى الضرائب، صادر السلطان أراضي وممتلكات المسؤولين الذين لهم سمعة سيئة. حيث سن السلطان سليمان القانوني (القانون نامه) الذي ضم أحكاما في العقوبات التعزيرية وفي حقوق الأراضي وتحديد الأراضي الأميرية والخراج، وكذلك في المواضيع العسكرية والإدارية. كما جرى تأسيس السجلات الشرعية التي ضمت قرارات المحاكم الصادرة من المحاكم الشرعية. ولم يكن عهد القانوني العهد الذي بلغت فيه الدولة أقصى حدود لها من الاتساع وحسب، وإنما هو العهد الذي تمت فيه إدارة أعظم دولة بأرقى نظام إداري.
يقول Busbecq سفير الإمبراطورية الرومانية المقدسة الذي كان سفيرا إلى إسطنبول في عهد القانوني:«إن غياب ارستقراطية النسب والسلالة من أهم عناصر القوة في الدولة العثمانية» ويقول بوسبيك: «في الدولة العثمانية لا يحظى الأتراك أنفسهم بالتقدير إلا بمهارة أو خصلة حميدة.... جميع القادة لا يصلون لمواقعهم إلا بمؤهلاتهم ومهاراتهم وليس بانتمائهم لنسب أو عائلة أو قوتهم أو مالهم، فأبواب الارتقاء مغلقة أمام الكسالى والمتقاعسين فيظل هؤلاء قابعين في زوايا النسيان، وهذا سبب نجاحهم في كل أمر وعلو أمتهم وامتداد دولتهم على مر الزمان، أما نحن فعلى خلافهم في كل شيء فلا محل للأهلية والكفاءة بيننا بل يجري التحري عن النسب في كل شيء دون نظر إلى المهارة».

## أهم رجال الدولة في عهده
تميز القانوني بقيادته لدولة مترامية الأطراف وتنظيمه لأمورها وما كان هذا ليحدث لو كان وحيدا دون مساعدة من رجال دولته.

### منصب الصدر الأعظم
- بيري محمد باشا من عهد السلطان سليم الأول حتى 1523[230]
- إبراهيم باشا 1523-1536: تقلد منصب (الصدر الأعظم) وعمره 28 عامًا وذلك في عام 1523[231]
- إياس باشا 1536-1539: شغل منصب الصدر الأعظم للدولة العثمانية في عهد السلطان سليمان القانوني، بين عامي 1536 و1539.[230]
- لطفي باشا 1539-1541: حمل الصدارة العظمى من 13 يوليو 1539 إلى أبريل 1541.[232]
- سليمان باشا الخادم 1541-1543
كان بيكلربكي مصر لفترة طويلة من 1525 وحتى 1538 وصدرا أعمظما في الفترة ما بين 1541 و1544 قبل ذلك كان قائد حصار ديو والسيطرة على عدن عام 1539.[233]
- رستم باشا من 1544حتى 1553.
- قرة أحمد باشا من 1553حتى 1555.
- رستم باشا من 1555 حتى 20 يوليو 1561.
- سيمز علي باشا 1561-1566: تربى صغيرًا في القصر السلطاني، وتبوأ بعد ذلك عددًا من المناصب الرفيعة في الدولة العثمانية،[234] كان ذروتها شغله منصب الصدر الأعظم خلفًا لحميه رستم باشا في أواخر عهد السلطان سليمان القانوني بين عامي 1561 و1565،[234] وكان قبلها واليًا (بكلربك) لإيالة مصر في الفترة من سنة 1549 إلى سنة 1554.[235][236][237]
- صقللي محمد باشا: ترقى في مناصب الدولة إلى أن أصبح قائد البحرية العثمانية ثم الصدر الأعظم للدولة لمدة 14 سنة (972-987هـ الموافق 1565-1579م) تحت ثلاثة سلاطين هم سليمان القانوني، سليم الثاني، مراد الثالث.[238]

### باقي الوزراء
- أحمد باشا الخائن كان الوزير الثاني ثم عين واليا على إيالة مصر ومن هناك أعلن تمرده على الدولة العثمانية فتم القضاء عليه.[239]
- جوبان مصطفى باشا تم تعيينه وزيراً عام 1511م واستمر في هذا المنصب في عهد السلطان سليمان إلى عام 1522 حيث عين بكلربكي على إيالة مصر.[240][241][242]
- الوزير الرابع كان خسرو باشا بعد أن كان واليا لحلب ثم مصر.[243]

### النيشانجي
برز في عهد القانوني عدد من النيشانجيين وكان لهم أهمية مميزة حيث كان يتم اختيارهم من العلماء ذوي الخبرة لنظرا للعدد الكبير من القوانين التي أصدرها السلطان. من النيشاجيين في عهد القانوني:
1. مصطفى باشا جلال زاده المشهور بالشيخ النيشانجي
2. حيدر أفندي
3. محمد بك
4. رمضان زاده المرزفونلي
5. محمد جلبي عبد الرحمن باشا
6. نعيمي جلبي
7. درويش محمد جلبي
8. محمد باشا بويالي
9. محمد جلبي.[244]

## اقتصاد الدولة العثمانية في عهده

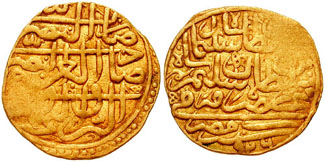
قطع نقدية تعود لعهد سليمان القانوني

بلغت الدولة العثمانية في عهده درجة عالية من التقدم في مختلف المجالات. وبالطبع لا يمكن للدولة أن تكون قوية سياسيا وعسكريا وتمتد جيوشها من شرق العالم إلى غربه إلا إذا كان هناك نظام اقتصادي قوي لهذه الدولة. وفي عام 1528 بلغ دخل الدولة العثمانية أكثر من 9,6 مليون دوقية ذهبية. وكانت واردات الدولة العثمانية متنوعة بين الضرائب والجمارك والغنائم التي تحصل على خمسها من المعارك أو من الجزية المفروضة على الدول النصرانية. وهذا مثال لبعض الواردات أثناء حكم القانوني:
- كانت الضريبة التي جمعت عام 1525 تبلغ سبعمئة وخمسون ألف دوقية ذهبية.[246]
- في عام 1521 كانت واردات الجمارك من الحرير في بورصة 13000 دوقية ذهبية وفي عام 1523 بلغت 17000 دوقية ذهبية وفي عام 1557 بلغت واردات الجمارك 24000 دوقية ذهبية وهذا الارتفاع بسبب عقد معاهدة أماسيا مع الصفويين لأن الحرير كان يأتي من إيران.[247]
- في عام 1526 كانت واردات الجمارك من التوابل القادمة مع الحجاج تصل إلى 110 آلاف دوقية ذهبية.[248]

### التجارة الخارجية
في عام 1554 قام البنادقة وحدهم بشراء ستة آلاف قنطار من التوابل في الإسكندرية التابعة للدولة العثمانية، ووصلت مشترياتهم خلال أعوام 1560-1564 إلى اثني عشر ألف قنطار أي نفس الرقم الذي كان قبل اكتشاف طريق رأس الرجاء الصالح. وفي عام 1547 قام تاجر هنغاري ببيع كمية كبيرة من الجوخ في مدينة بورصة وقام بشراء مئة وعشرة قناطير من التوابل. في عام 1559 رست خمسون سفينة في ميناء أنطاليا التابع للدولة العثمانية وكانت كل سفينة تحمل 20-30 تاجراً.

### انتفاضة الحرفيين في إسطنبول
في عام 1561 أجبرت الحكومة الحرفيين على شراء كميات كبيرة من السلع المصادرة بأسعار عالية وإلى اعتماد سعر للذهب لا يمثل سوى ثلث السعر السائد، مما دفع بحشود الحرفيين إلى التوجه إلى الديوان السلطاني لمطالبة الصدر الأعظم بالعدالة، ولكن بعد أن ردوا على أعقابهم امتنعوا عن فتح دكاكينهم في اليوم التالي وتجمهروا تحت راياتهم وكان عددهم مئة وخمسون ألفاً وكان غالبيتهم يحمل السلاح وانتهى الأمر بعزل الصدر الأعظم.

## إسطنبول في عهده
كانت إسطنبول في عهده أضخم مدينة في أوروبا وكانت أكثر مدينة مزدهرة ووصل عدد سكانها إلى أربعمئة ألف نسمة في النصف الأول من القرن السادس عشر. وكانت من المدن الثرية ففي عام 1546 كان في إسطنبول 2517 وقفا يعود إلى أشخاص من خارج العائلة الحاكمة كذلك قد ازدهرت فيها التجارة والصناعة بشكل كبير ففي إسطنبول عام 1564 كان عدد الورشات التي تصنع البروكار 318 ورشة.

## من أقواله
- «من يأخذ المال اليوم يأخذ الأوامر غدا»[254]
- وقال مخاطبا ملك فرنسا: أنا سلطان السلاطين وبرهان الخواقين، أنا متوج الملوك، ظلّ الله في الأرضين، أنا سلطان البحر الأبيض والبحر الأسود والبحر الأحمر والأناضول والروملّي وقرمان الروم، وولاية ذي القدرية، وديار بكر وكردستان وأذربيجان والعجم والشام ومصر ومكة والمدينة والقدس وجميع ديار العرب والعجم وبلاد المجر والقيصر وبلاد أخرى كثيرة، افتتحتها يد جلالتي بسيف الظفر ولله الحمد والله أكبر".[254]
- «الحكم ليس بالسيف بل بالعدل».[255]
- «أحب أن أموت غازيًا في سبيل الله»، قالها عندما خرج للجهاد عازما على حصار سيكتوار وكان عمره تجاوز السبعين عاما ونصحه الأطباء بالبقاء في العاصمة لكنه أصر أن يخرج على رأس ذلك الجيش.[256]
- «عندما أموت أخرجوا يدي من التابوت لكي يرى الناس أنه حتى السلطان خرج من هذه الدنيا ويده فارغة»[257]
- «أيُقتل سفير الإسلام وأنا حي ! غدا ستعلم أوروبا عاقبة أمرها» قالها بعد أن قتل ملك المجر السفير الذي أرسله القانوني للملك بعد نقض أوربا لعهودها مع الخلافة العثمانية وبعد مقولته هذه جهز جيشا وهزم الجيوش الأوربية مجتمعة في معركة موهاج.[258]

## أقوال عن السلطان سليمان القانوني
- قال عنه المؤرّخ الألماني هالمر ” إن سليمان أخطر على أوروبا من صلاح الدين الأيوبي.[259]
- ويقول المؤرّخ الإنجليزي هارولد: «إن يوم موته كان من أيام أعياد النصارى».[260]

## وفاته
توفي سليمان القانوني أثناء حصار مدينة سيكتوار في 7 سبتمبر
1566 لأسباب طبيعية إلا أن الجنود لم يريدوا أن يخبروا أحدا حتى العودة إلى العاصمة فقاموا بدفن أحشائه في الخيمة التي كان متمركزا بها ليتمكنوا من حفظ جسده حتى العودة إلى العاصمة.
في شهر سبتمبر عام 2016 أعلن نائب رئيس الوزراء التركي، ويسي قايناق، أن علماء أتراك ومجريين اكتشفوا مكان دفن أحشاء وأعضاء السلطان سليمان القانوني.

## وصيته
بعد حصار سيكتوار رجع الجيش العثماني بجثمان قائدهم السلطان سليمان إلى العاصمة إسطنبول، وعندما حان وقت دفن الجثمان فوجئ الجميع بأن السلطان سليمان قد أوصى بدفن صندوق معه في قبره، وتحير العلماء بشأن الصندوق فمن الممكن أن يكون به مال فلا يصح دفنه تحت التراب، فقرروا فتح الصندوق فصدم العلماء وشيخ الإسلام أبو السعود إذ وجدوا بالصندوق فتاويهم فبكى أبو السعود أفندى من الموقف وراح يقول: «لقد أنقذت نفسك يا سليمان، فأي سماءٍ تظلنا … وأي أرضٍ تُقلنا إن كنا مخطئين في فتاوينا».

## إرثه

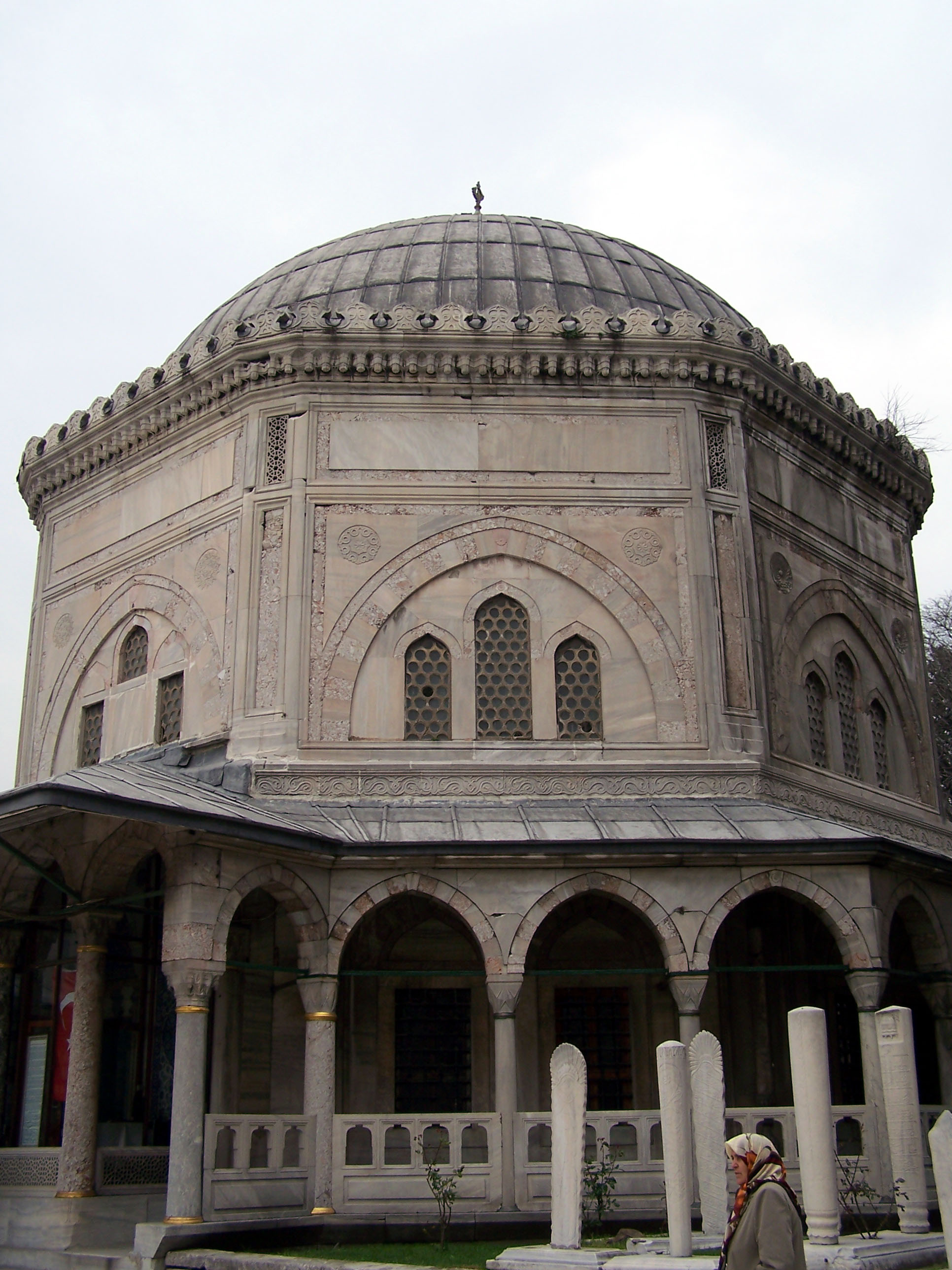
قبو (قبر) السلطان في مسجد سليمان القانوني.

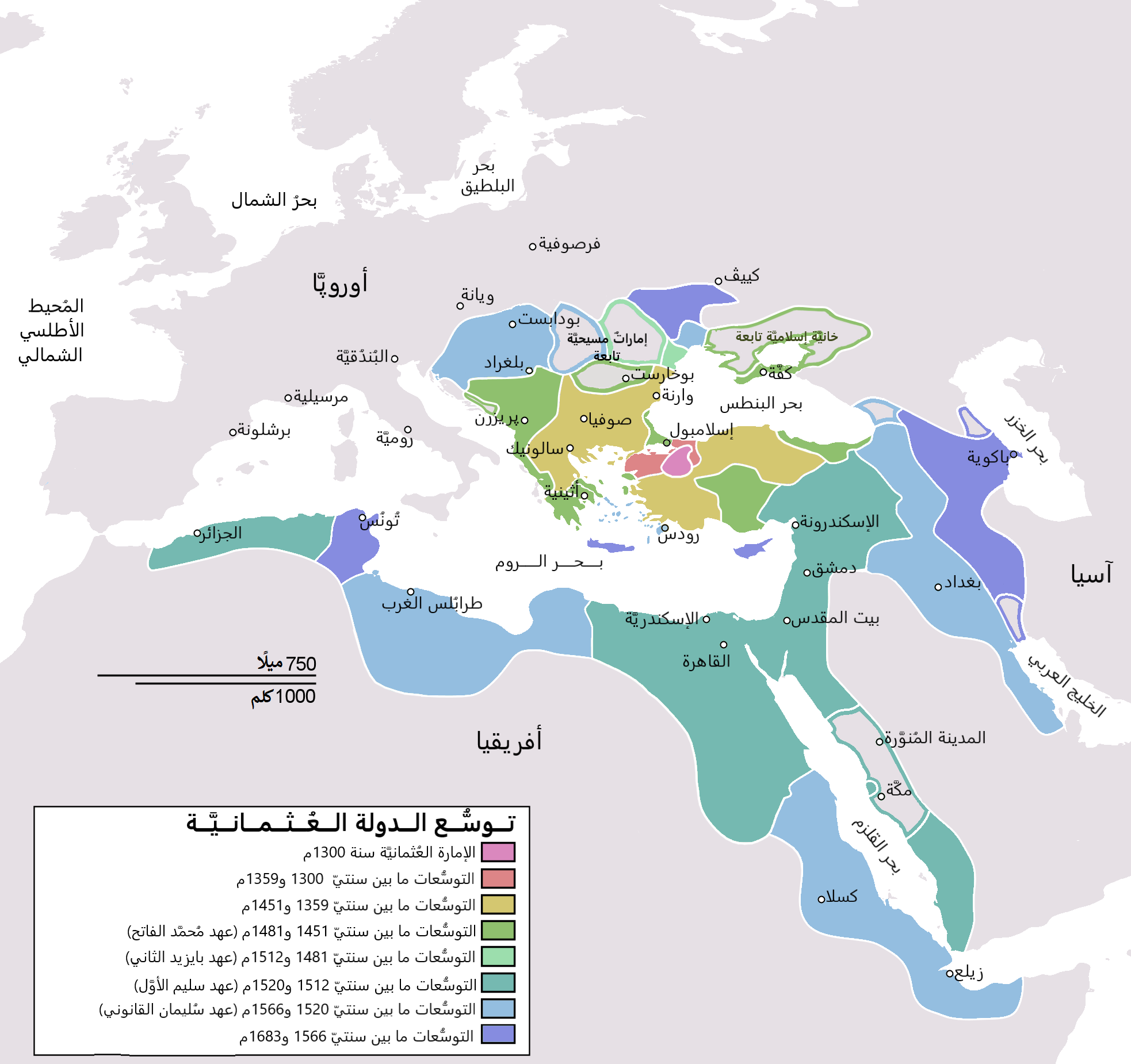
تبع فتوحات سليمان توسعات إقليمية مستمرة حتى دور الجمود في 1683.

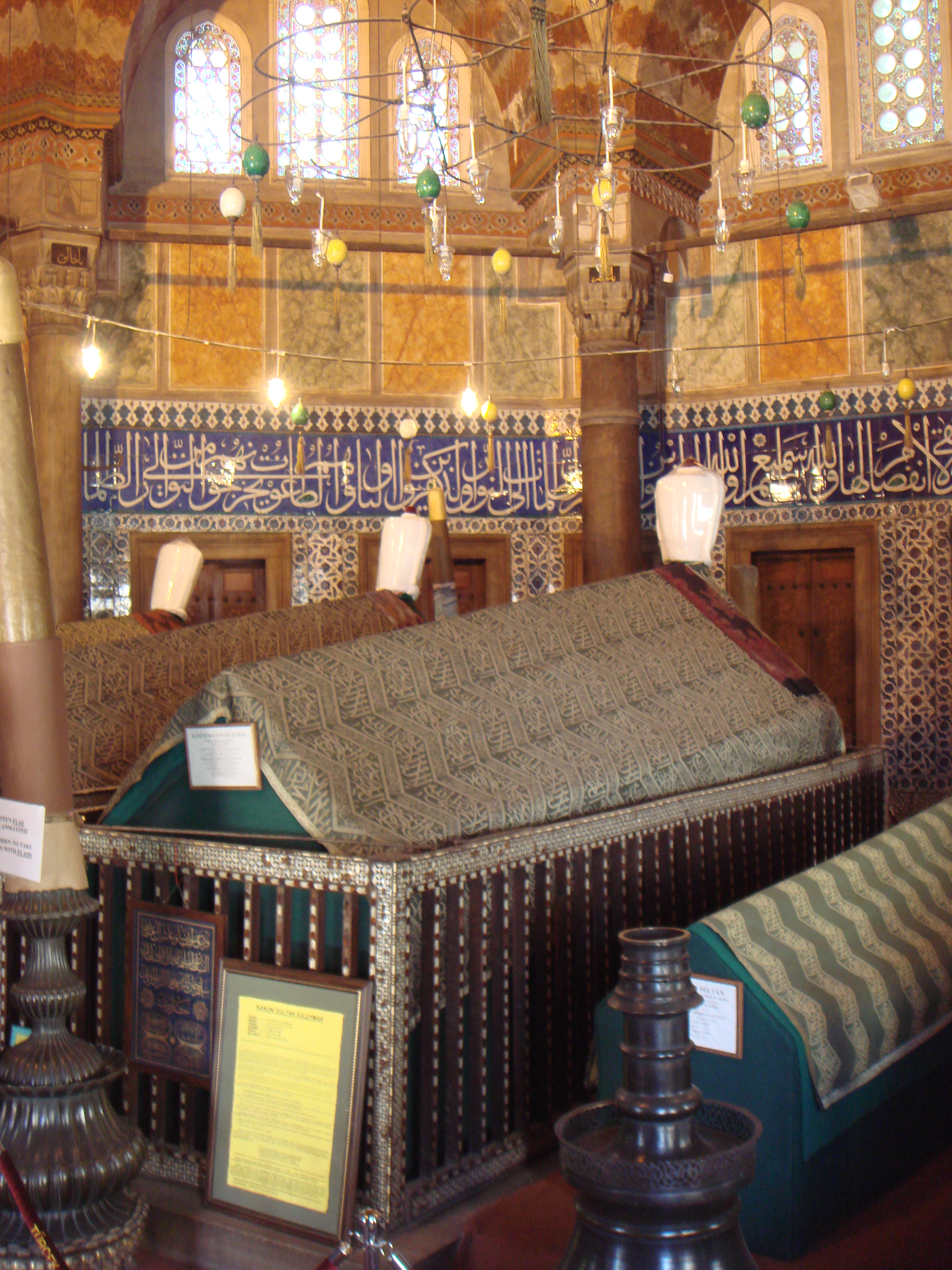
نعش سليمان في ضريحه الملحق بمسجد سليمان القانوني.

عند وفاة سليمان، أصبحت الدولة العثمانية بقوتها العسكرية وخيراتها الاقتصادية وتوسعاتها أقوى دولة في العالم. وضعت فتوحات سليمان أهم المدن الإسلامية (مكة والمدينة والقدس والقاهرة ودمشق وبغداد) ومقاطعات البلقان (تصل الآن إلى كرواتيا والنمسا) وأغلب أراضي شمال أفريقيا تحت قبضة العثمانيين. ومنحت التوسعات للعثمانيين مكانة مهمة في موازين القوى مما جعل السفير أوجيه غيزلين بسكيك يحذر من غزو وشيك لأوروبا حيث قال: "على طرف الدولة العثمانية نجد موارد إمبراطورية عظيمة، بقوة لا تصد وتعود على النصر وقدرة تحمل للكدح ووحدة وانضباط وتدبير وترقب... هل يمكن أن يكون لنا شك في النتيجة؟... حين سيغزو الترك بلاد فارس ويستقرون فيها، سوف يحلقون فوق رقابنا مدعومين من الشرق بأكمله؛ لن أستطيع البوح بمدى عدم استعدادنا لذلك.
لم يظهر إرث سليمان في المجال العسكري وحده بل كان الفرنسي جان دي تيفينوت شاهدا بعد قرن على قوة القاعدة الفلاحية للبلاد ورفاهية الفلاحين ووفرة المواد الغذائية الأساسية والتنظيم في حكومة سليمان. بقيت الدولة العثمانية قائمة بعد عدة قرون وذلك بسبب الإصلاحات الحكومية والقضائية التي قام بها والتي عرف بها وهو إنجاز تطلب أجيالا من ذريته لقلبه. ترأس سليمان العصر الذهبي للدولة العثمانية من خلال رعايته الشخصية لقمة إنجازات العثمانيين الثقافية في مجال الهندسة المعمارية والأدب والفن والفقه والفلسفة. واليوم في أفق البوسفور وفي عدة مدن تركية أو مقاطعات عثمانية سابقة لا زالت أعمال معمار سنان المعمارية قائمة. أحد هذه الأعمال مسجد سليمان القانوني مستقر جسد سليمان وهرنزتان: مدفونين في ضريحين منفصلين ملحقين بالمسجد.

## أماكن على اسمه

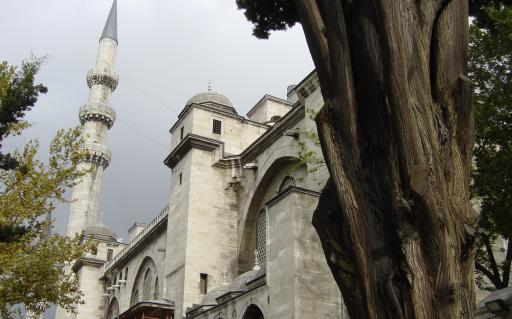
مسجد سليمان القانوني في إسطنبول.

- مسجد سليمان القانوني هو مسجد شيد في إسطنبول عاصمة الخلافة العثمانية شيده المعماري العثماني معمار سنان واستمر في بنائه سبع سنوات وذلك بأمر من السلطان سليمان القانوني ويعتبر أكبر مسجد في إسطنبول ورغم حدوث أكثر من مئة زلزال في إسطنبول منذ بنائه إلا أنه لم بتأثر بذلك نهائيا لمتانة بنائه وإحكامها.[273]
- الكلية السليمانية أنشئت في إسطنبول عام 1550 بأمر من السلطان سليمان القانوني وأشرف على بنائها معمار سنان شارك في بنائها أكثر من 3500 عامل وتضم الكلية ست مدارس.[274]

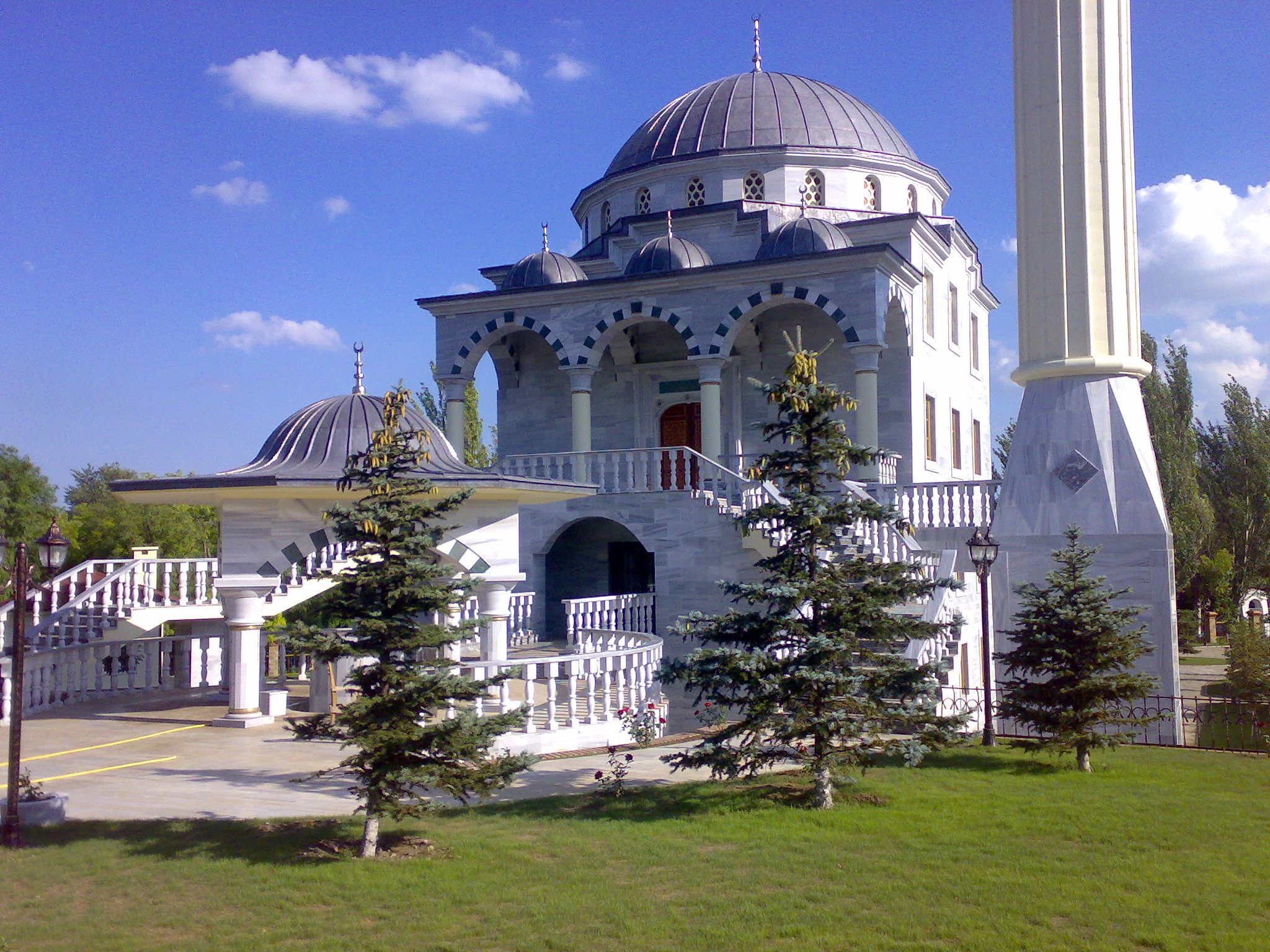
مسجد السلطان سليمان في ماريوبول، أوكرانيا.

- بنى رجل الأعمال التركي صالح سيهان المزداد بطرابزون مسجد في ماريوبول بأوكرانيا مسجد السلطان سليمان القانوني (بالإنجليزية: Kanuni Sultan Süleyman) في 2005 وهو مفتوح لإقامة الصلوات الخمس وصلاة الجمعة.
- شارع السلطان سليمان هو شارع بجانب سور القدس في مدينة القدس القديمة.[275]
- مسجد السليمانية يقع في لندن تم الانتهاء من بنائه عام 1999 بعد أربع سنوات من بدء العمل على إنشائه.[276] وهو واحد من مراكز لندن الإسلامية الرئيسية.[277]

## في الثقافة والإعلام
أنتجت العديد من الأعمال عن السلطان سليمان القانوني منها العلمي ومنها الأدبي والخيالي
- تاجر البندقية وهي مسرحية تجري أحداثها في القرن السادس عشر أشار شكسبير فيها للسلطان القانوني على أنه سلطان عظيم.[278]
- القانوني السيف لا يقيم العدل هي رواية تركية تصور حياة القانوني الإنسان بعيدا عن فتوحاته العسكرية وقيادته للدولة وصورت حالة الجواسيس العثمانيين والأوربيين والمهام الموكلة إليهم كما صورت فتح بلغراد (1521) على يد سليمان القانوني.[279]

### مسلسل حريم السلطان
في عام 2011 أُنتج مسلسل حريم السلطان والذي اعتبره بعض الباحثين بعيدًا عن التاريخ الحقيقي وتصويره للسلطان المحاط بالنساء وبصورة الدولة في عهده التي ينغمس سلطانها ووزراؤه وقادة دولته في الخمر والنساء، على الرغم من أن القانوني ظل في جهاد مستمر على عدة جبهات لأكثر من ثلاثين سنة، ولم يعرف الراحة إلا في أواخر أيامه بعد أن تقدم به السن. يرى المنتقدون للمسلسل أنه شوه صورة السلطان العثماني سليمان القانوني ويقولون إن كاتبة السيناريو هي علمانية متطرفة لا علم لها بالتاريخ نهائيًّا. وقالوا: لم يكتب مؤرخٌ في عهد السلطان سليمان القانوني ولا قريبٍ منه تاريخ حريمه من أمثال روكسلانا المفترى عليها لأنّ هذه المنطقة محرّمة على عامة الناس وخاصّتهم فكيف الأمر بمن يكتب تفاصيل حياتهنّ يوما بيوم وكأنه عاش معهنّ بعد مرور خمسة قرون، أليس هذا الكذب الصُراح والزور. كذلك قال عدد من بروفيسورات التاريخ إن المسلسل به تشويه كبير لتاريخ الخليفة سليمان القانوني. أما كاتبة السيناريو فقد أقرت بأن عددا كبيرا من المتابعين انزعج نتيجة للمسلسل لكنها أكدت أن أحداث المسلسل خيالية وليست تاريخية.